# 安德鲁·杰克逊
安德鲁·杰克逊（英語：Andrew Jackson，1767年3月15日—1845年6月8日）是美国律师、军事将领、政治人物，1829至1837年当选第7任美国总统，此前是美国陆军名将，曾在美国国会两院任职。杰克逊崇尚扩张，力图推进“普通人”:473的权利对抗“腐败贵族”，维护联邦统一。
杰克逊在美國獨立戰爭爆发前八年生于英屬美洲北卡罗来纳省与南卡羅萊納省之间，在边境地区当律师并迎娶瑞秋·唐纳森·罗伯兹。他短暂担任田纳西州联邦众议员和参议员，辞职后从1798年开始出任田纳西州最高法院大法官直到1804年。他买下后得名隱士之家的房产，购买奴隶经营种植园，生活富足。1801年他当上田纳西州民兵上校，第二年当选民兵司令。1813至1814年杰克逊带领民兵投身克里克战争，赢得蹄铁湾之战并签署《杰克逊堡条约》，要求克里克人交出今亚拉巴马州和喬治亞州大片领土。杰克逊同期加入1812年战争，1815年赢得新奥尔良之战成为民族英雄。他统领美军夺得第一次塞米诺尔战争胜利，西班牙割让西属佛罗里达（今佛罗里达州），短暂出任佛羅里達領地总督后再度当选联邦参议员。1824年他首度竞选美国总统，普选票和选举人票都占相对多数，但选举人票没过半，联邦众议院经权变选举推举约翰·昆西·亚当斯。面对亚当斯与亨利·克莱之间“腐败交易”传闻和亚当斯总统雄心勃勃的议程，杰克逊的支持者创立民主党。
杰克逊1828年总统大选以压倒优势战胜亚当斯，上任后南卡罗来纳州以反对所谓“嫌恶关税”为由威胁分家单过，关税修改后危机化解，总统宣称该州胆敢分裂就出动联邦军队。亨利·克莱推动国会续约美国第二银行，杰克逊认为该行腐败至极，牺牲普通百姓利益讨好富人，对续约法案行使否决权。经过长期斗争，杰克逊与盟友彻底瓦解银行。1835年他实现长期目标，至今仍是唯一还清国债的美国总统。杰克逊推行许多旨在消除浪费和腐败的改革，但獵官制就是在他任内开始支配美国政坛。1830年杰克逊签订印第安人迁移法案，强迫东南部主要印第安部落迁至印第安领地，后称“眼泪之路”，导致印第安人丧失土地，大量人员患病或死亡。美国废奴运动在杰克逊连任后声势见长，但他一直反对。杰克逊政府与英国签订“最惠国”条约，解决拿破崙戰爭引起的对法索赔，承认德克萨斯共和国。1835年1月杰克逊经历刺杀幸免于难，是首位遇刺美国总统。
杰克逊退休后继续积极参与民主党政治，支持马丁·范布伦与詹姆斯·诺克斯·波尔克总统。他主张兼并德克萨斯，即使这会对激荡朝野的奴隶制辩论不利，德克萨斯最后在杰克逊去世前不久纳入美国领土。杰克逊以宏扬民主、倡导普通人权利在美国广受尊敬，他的许多作为反响趋于两极，招来的强烈支持与反对都很多。他的声誉从20世纪70年代开始走下坡路，主要原因是他反对废除奴隶制，还制定政策强迫美國原住民背离世代相传的故土。历史学家与学者为历任美国总统排名时，杰克逊位置通常靠前。

## 早年经历与教育
安德鲁·杰克逊1767年3月15日生于英屬美洲北卡罗来纳省与南卡羅萊納省之间的维克斯豪地区，父亲与他同名，1738年左右生于安特里姆郡卡里克弗格斯，两年前携夫人伊丽莎白·哈钦森从爱尔兰岛阿爾斯特省移民新大陆，两人都是信奉長老宗的苏格兰-爱尔兰裔殖民者:11–15。杰克逊父辈祖上英格兰約克郡埃斯克。
杰克逊父母1765年带着两个孩子从爱尔兰移民北美，长子休生于1763年，次子罗伯特1764年出世，四人估计在費城上岸，很可能经陆路翻越阿巴拉契亚山脉抵达南、北卡罗来纳边界上的苏格兰－爱尔兰裔定居点维克斯豪:9。家中男主人1767年2月清理土地时死于伐木事故，年仅29岁，小安德鲁三周后出生。母亲带着三个孩子投奔当地亲属，小安德鲁接受附近两位神父教育:14–16。
父亲下葬后母亲的动向缺乏记载，故杰克逊的确切出生地不明:5。维克斯豪太过偏远，南、北卡罗来纳的边界都还没正式测绘。1824年，杰克逊在信中自称生于叔叔詹姆斯·克劳福德位于南卡罗来纳州兰开斯特县的种植园:5，此时该州正考虑拒绝执行杰克逊反对的1824年关税法，有可能促使他自称生于南卡罗来纳州。19世纪50年代发现的二手资料表明他可能是在北卡罗来纳州某叔叔家出生。:54–57杰克逊儿时脾气不好，恃强凌弱，但也有说法称他保护许多年纪更小、身体瘦弱的孩子，对他们非常体贴:9。

## 投身革命

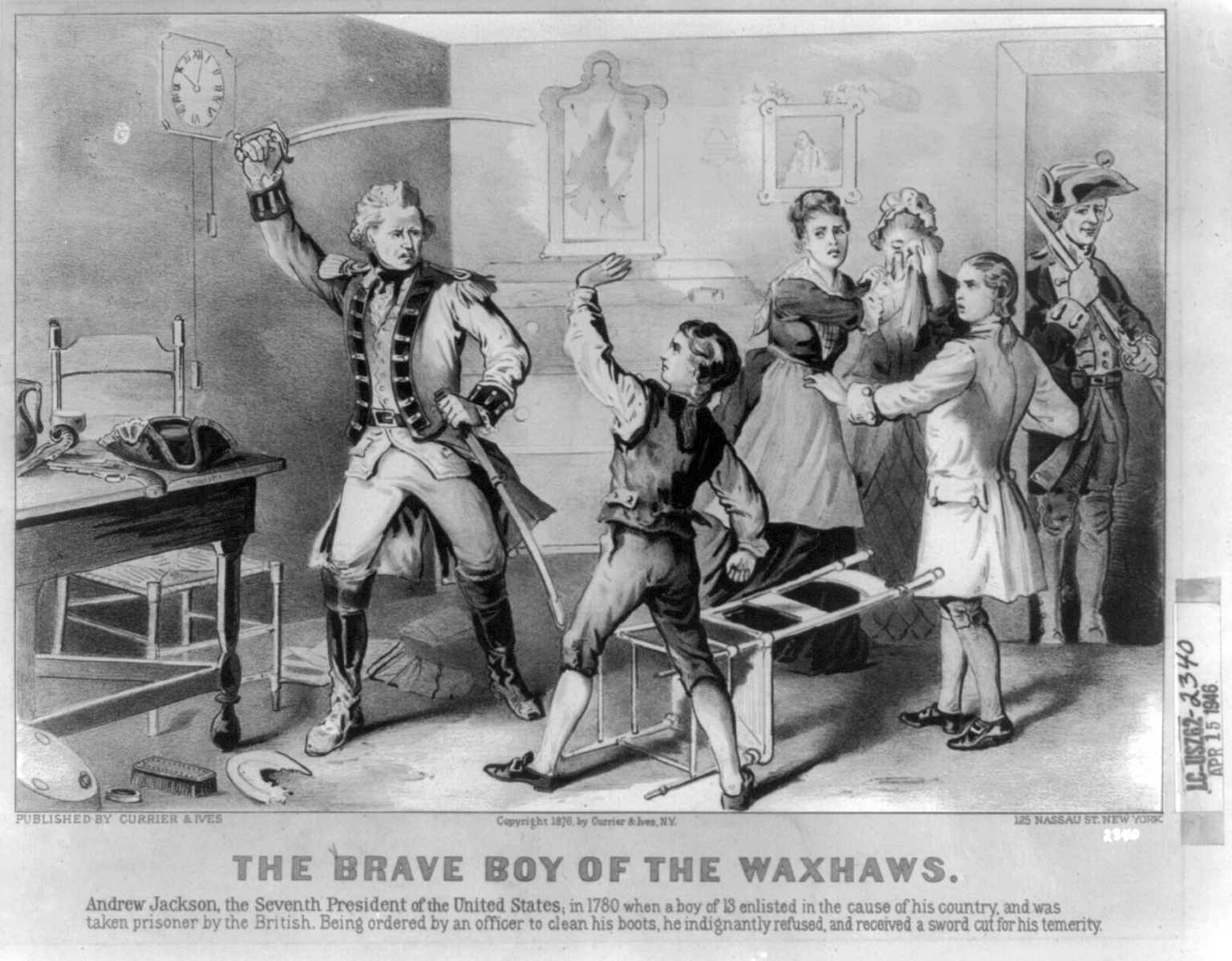
1876年版画《小杰克逊拒绝为科芬少校擦鞋》

杰克逊的长兄休投身美國獨立戰爭，1779年6月20日经历斯托诺渡口之战后死于中暑衰竭:15。1780年5月29日维克斯豪大屠杀后殖民地反英情绪加剧，母亲鼓励安德鲁和罗伯特参加当地民兵演习:15–17，两人很快开始当信使协助民兵，还在8月6日悬岩之战听从威廉·理查森·戴维上校指挥:15–17。1781年4月，兄弟俩在克罗福德家中遭英军俘虏。安德鲁拒绝为英国军官擦鞋，对方用剑一砍，在他头部和左手留下伤疤，从此他对英国人的仇恨更是刻骨铭心。罗伯特同样拒绝从命并遭剑砍。:21两人沦为阶下囚期间感染天花，差点活活饿死:52–53。
兄弟俩同年经母亲争取获释，三人步行64公里返回维克斯豪。两个孩子身体状况都很差，罗伯特情况尤其严重，坐在唯一的马上，安德鲁跟在后面走路。离家还有两小时路程时天降暴雨，导致天花病情加重。罗伯特在持续两天的旅程期间丧生，安德鲁奄奄一息。:23:58–59伊丽莎白照顾安德鲁恢复后志愿前往查尔斯顿港，照料两艘英国舰船关押的殖民地战俘，船上此前爆发霍亂。同年11月她死于霍乱，坟头连墓碑都没有，留下年仅14岁的安德鲁。在他心里，英国人正是害死母亲和哥哥的罪魁祸首。:24–25

## 早期事业

### 律师、婚姻
革命战争结束后，杰克逊不时在维克斯豪地方学校求学。他与亲戚关系不好，寄宿家庭几经变更。1781年他做过马鞍工，后在学校教书，两件工作显然都没有起色:15。1784年杰克逊离开维克斯豪前往北卡罗来纳州索尔兹伯里，拜入律师斯普鲁斯·麦凯门下学法律:8，凭借众多律师教导在1787年9月取得该州律师执业资格。经好友约翰·麦克奈里牵线，他很快当上北卡罗来纳州西区检察官，当地便是日后的田纳西州。杰克逊西行途中买下第一个奴隶，是比他年纪更大的女奴。1788年，杰克逊对律师同僚怀特斯蒂尔·埃弗里的举动非常不满并决斗，这是他首次参与决斗，两人遵照动手前达成的秘密协议故意不瞄准开枪。:190–191:18–19
1788年杰克逊迁至边锤城镇纳什维尔，在约翰·唐纳森遗孀瑞秋·斯托克利·唐纳森家中寄宿。他结识屋主之女瑞秋·唐纳森·罗伯兹，她的丈夫路易斯·罗巴德上尉善妒且易怒，两人1790年分居。杰克逊自称得知罗巴德夫妇离婚后迎娶瑞秋，但离婚程序其实还没走完，瑞秋属于重婚故无效。离婚程序尘埃落定后，瑞秋与杰克逊1794年重走结婚程序。:17–25证据表明瑞秋在任何一方申请离婚前就和杰克逊同居并以杰克逊夫人自居，令局面更形复杂:22–23。不过边锤地区不像内地那样重视结、离婚关系的正式认定，当地社区认可更重要:62。

### 土地投机、公务员事业早期
1794年，杰克逊与律师约翰·奥弗顿合伙处理切羅基人和奇克索人的土地条约索赔，同期此类索赔涉及的绝大多数土地在印第安领地内。1783年“土地掠夺”法短暂为北卡罗来纳州居民获取阿巴拉契亚山脉以西土地打开大门，杰克逊等人经手的大部分案件与此有关。1819年，他与另外两名投资人在田纳西州创建孟菲斯。
杰克逊迁至纳什维尔后追随唐纳森家族友人、当地极具权势的威廉·布朗特。1791年杰克逊当上总检察长，随后入选1796年田纳西州制宪议会代表。:18–19同年田纳西州加入联邦，他当选该州唯一的联邦众议员，属州内占主导地位的民主共和黨:19。新任众议员杰克逊坚定主张田纳西州公民权利至上，忽视原住民部落利益。他极力反对杰伊条约，谴责涉嫌解除民主共和党人公职的乔治·华盛顿。国会表决向华盛顿总统致谢之际，杰克逊与其他民主共和党议员投下反对票，此举变成他日后竞选总统时难以磨灭的污点。:92–941797年，州议会推举杰克逊出任联邦参议员，但他很少参加参议院辩论，觉得当参议员没什么意义。杰克逊自称对约翰·亚当斯总统“感到恶心”，第二年就辞职而且没有任何解释。:110–112回乡后他凭西田纳西的强烈支持当选田纳西州最高法院大法官，年薪六百美元:113。法官生涯整体颇受认可，为他赢得诚信和善于决策的美名:114。1804年杰克逊以身体不好为由辞职，此前他因土地收成不好蒙受经济损失，辞职的真正原因很可能是打算全职经商:131。
杰克逊抵达田纳西州后受法官之命为州民兵辩护:21–22。1802年，杰克逊在担任州最高法院大法官期间宣布参选田纳西民兵司令，职衔少将，由民兵军官投票选举。此时大部分自由白人男子都是民兵，州民兵一般只在发生武装冲突时集结，与军队相比倒更像大型社交俱乐部。竞选民兵司令对杰克逊而言是提升社会地位的好办法。:15–16; 119凭借西田纳西的强烈支持，他以17票和民望极高的革命战争老将、首任田纳西州长、东田纳西政坛领袖约翰·塞维尔平分秋色。2月5日，州长阿奇博尔德·罗恩打破僵局，把关键票投给杰克逊。:119杰克逊把塞维尔牵涉土地欺诈的证据交给罗恩，1803年塞维尔宣布有意竞选州长，罗恩公布证据，杰克逊随即在报上发文指控塞维尔犯欺诈和贿赂罪。塞维尔当众侮辱杰克逊，两人差点决斗。塞维尔最后战胜罗恩当选州长至1809年。:119–124

## 种植园和争议

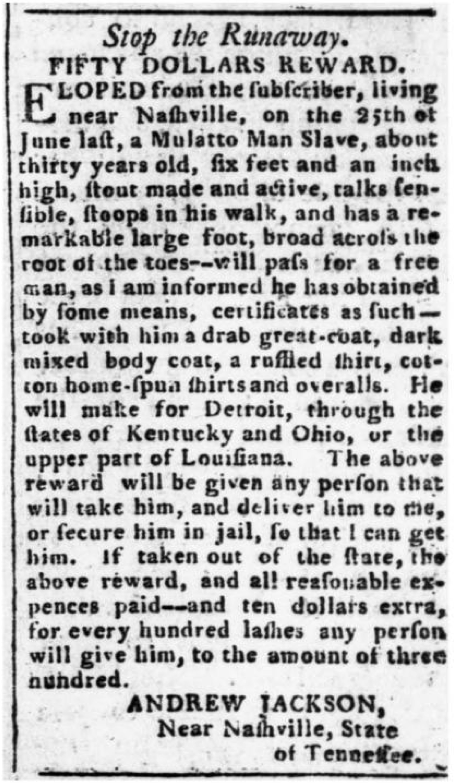
杰克逊发布的追回奴隶悬赏

除法律和政治事业外，杰克逊还在种植园和经商领域风生水起。他在索姆奈县加拉廷建房，1803年开办当地第一家杂货店。第二年他买下戴维森县距纳什维尔不远的259公顷种植园隱士之家，后来扩建146公顷，总面积达425公顷，主要种棉花。与当时绝大多数赚钱的美国种植园一样，隐士之家靠奴隶运作，棉花收种都由奴隶完成。种植园利润丰厚，杰克逊一开始有九名奴隶，1820年增至44人，最高达150，在种植园主阶层也属上层精英。他与儿子小安德鲁共同持有密西西比州科荷马县翡翠种植园，1845年杰克逊去世时已有51名奴隶。他一生拥有的奴隶可能高达五百人。
杰克逊把种植园奴隶分为儿童、成年男子、成年女子三个区，五到十人共住一间37平方米木制或砖石宿舍，住宿面积和质量超出同期标准。为便于奴隶取食，杰克逊向他们提供枪、刀、渔具，有时还支付酬金由奴隶自行在当地市场交易。如果奴隶犯下严重过失或需提高生产效率，他准许管理人员鞭笞。他多次发布悬赏捉拿逃奴，1804年10月他在《田纳西公报》刊登广告，捉到逃奴者不但能拿到悬赏，每抽逃奴百鞭就再加十美元，最多三百鞭。
杰克逊与瑞秋成婚涉及的争议一直令他耿耿于怀，对质疑夫人名誉的流言非常愤慨。同杰克逊一样喜欢赛马的查尔斯·狄金森在当地报纸发文抨击杰克逊，促使后者以书面正式要求决斗。狄金森以枪法高明著称，杰克逊觉得快速开火可能影响准头，最好是让对手先开枪，他就有更多时间仔细瞄准，结果狄金森先开枪并命中杰克逊胸口，子弹距心脏太近以至无法取出。根据决斗规则，先开枪的狄金森必须站着不动，结果被杰克逊开枪打死。田纳西州许多人出离愤怒，谴责这是残忍、冷血的杀戮，杰克逊从此背负残暴、睚眦必报的恶名，在社会上沦入孤立。:139–143
为挽回名誉，杰克逊与1804年决斗时杀死亚历山大·汉密尔顿导致政治前程灰飞烟灭的前副总统阿龙·伯尔结盟。1805年伯尔启程游览西部，:146赢得田纳西人民热烈欢迎，在隐士之家停留五天:309–310。他此行的真实目的尚无定论，似乎是在策划攻占西属佛罗里达、把西班牙人赶出德克萨斯的军事行动:145–147。对于杰克逊等许多西部居民来说，上述目标无疑非常诱人:147–148。他们同西班牙人长期存在领土争端，而且生活在西班牙领土的印第安人不时突袭美国定居点，可谓防不胜防，此时的美国西部居民对西班牙积愤已久:47–48。1806年10月4日，杰克逊向田纳西民兵讲话，要求大家“时刻准备进军”:120。他当天致信詹姆斯·温彻斯特少将，宣示美国“能征服的不只佛罗里达，还有所有西属北美”：
我希望至少两千志愿军在短时间内带往前线，官兵立场坚定、心怀进取，他们将还各省份自由并推行贸易、确立和平，建立永久屏障抵御侵略和外国强权从我们内部发动的进攻，只要西班牙在我国边境控制大片领土，这种情况就永无休止。
杰克逊同意为远征军提供船只等物资:29–31，但却在11月10日从某上尉处获悉，伯尔显然还企图攻占当时属美国路易斯安那领地的新奥尔良，与从西班牙夺取的领土一起组建新帝国；得知自己极具反感的詹姆斯·威尔金森准将也参与计划更令杰克逊出离愤怒:150–151。他起初谨慎行事，语焉不详地致信托马斯·杰斐逊总统等政府官员示警。杰斐逊是伯尔的政敌，同年12月公开宣示西部有人阴谋叛国，呼吁逮捕罪魁祸首。未受影响的杰克逊将民兵组织起来，大量文献记录足以为他洗清嫌疑。伯尔很快被捕，组织起来的人手遣返。:151–158杰克逊赶赴弗吉尼亚州里士满准备为伯尔出庭作证，但辩方担心他的证词弄巧成拙，决定不让他出庭，最后杰斐逊希望落空，法庭裁定伯尔叛国罪不成立。杰克逊在1808年大选支持联邦党人詹姆斯·门罗，但民主共和党杰斐逊派候选人詹姆斯·麦迪逊当选。:158伯尔案尘埃落定后杰克逊在隐士之家度过几年平静生活，逐渐买下259公顷土地:165。

## 军旅生涯

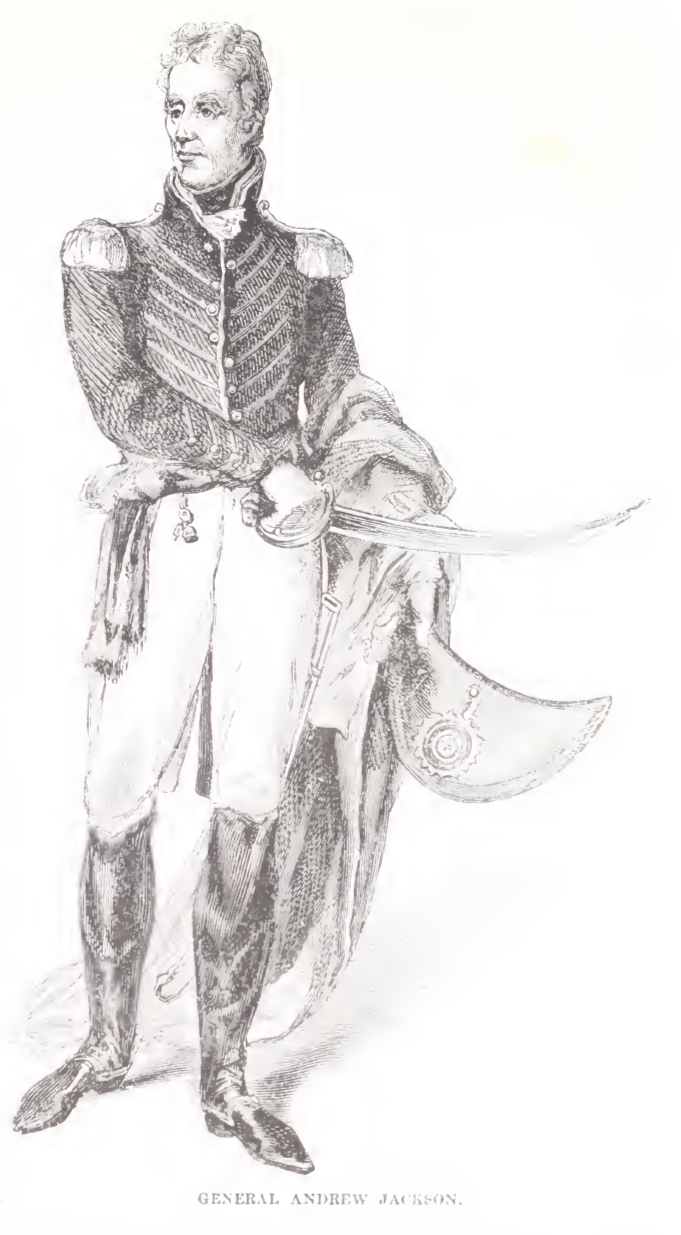
安德鲁·杰克逊将军，原载1864年《哈珀斯杂志》第28卷《与克里克印第安人交战》，第605页

### 1812年战争

#### 克里克战役与条约
1812年美国已在国际冲突中越陷越深，与西班牙和法国尚未正式开战，各种因素又导致对英关系紧张。许多美国人渴望扩张领土，特别是朝英属加拿大和英国欧洲盟友西班牙控制的佛罗里达。:165–169国会1812年6月18日正式向大不列颠及爱尔兰联合王国宣战，拉开1812年战争帷幕。杰克逊反应热烈，致信首都表示能提供2500志愿军:169，但此后数月一直没有征召入伍。传记作家罗伯特·雷米尼称，杰克逊认为这明显是轻视他，是麦迪逊政府报复他支持伯尔和门罗。美军同期在战场上连遭惨败。:170
1813年1月10日，杰克逊率志愿军2071人奔赴新奥尔良:173，抵御英军和印第安人袭击:23–25。他受命服从新奥尔良联邦军司令威尔金森将军指挥，威尔金斯因补给不足命令杰克逊在密西西比領地纳奇兹等待进一步指示，后者心有抵触但勉强从命:174–175。新任战争部长小约翰·阿姆斯特朗2月6日致信杰克逊命令他把补给交给威尔金森，部队就地解散。杰克逊3月15日回信为部下品格辩护，宣称大家已经做好战斗准备，承诺转交补给，但他不会在纳奇兹解散没有补给的部队，而会把人马带回纳什维尔。返程很不太平，许多人患病，杰克逊与下属军官把马让给病人:179，他还自掏腰包为病人购买食品:186。军人为杰克逊起绰号“山核桃”，形容他为人坚韧，“老山核桃”此后成为杰克逊的代号:180。杰克逊所部长途跋涉约一个月抵达纳什维尔，此举为他赢得田纳西人民尊重和赞誉:179–180。
杰克逊面临财务危机，所幸阿姆斯特朗认可杰克逊前副官托马斯·本顿提议，下令陆军报销此行开销。6月14日，下属军官威廉·卡罗尔与本顿的兄弟杰西决斗，杰克逊在现场作证。9月3日，杰克逊与下属最高骑兵军官约翰·科菲准将在街头同本顿兄弟斗殴，杰西开枪重伤杰克逊肩头。:29–30:180–186

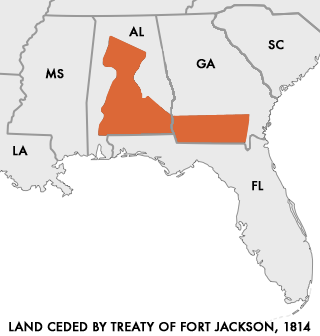
马斯科吉人签署《杰克逊堡条约》交出今亚拉巴马州和乔治亚州境内大片土地

1813年8月30日，马斯科吉人（又称克里克人）群体“红棍”（以征战前涂身漆的颜色命名）发动米姆斯堡大屠杀，杀害超过五百白人和其他部落克里克人。克里克联盟愿同美国和平共处，但“红鹰”威廉·韦瑟福德和彼得·麦昆为首的红棍脱离联盟，与向美国发动特库姆塞战争、与英国人并肩作战的肖尼族酋长特库姆塞结盟，克里克战争由此爆发。:23–25
杰克逊受命带2500将士击溃红棍，10月10日出发时手臂还因与本顿兄弟斗殴时留下的伤挂在吊带上。他建起斯特罗瑟堡为基地存放补给，科菲11月3日在塔鲁沙奇之战击败红棍部队，:192–193杰克逊接下来又在11月9日塔拉迪加之战大败红棍，解救被围的克里克友军:25–28。他在斯特罗瑟堡扎营过冬，许多军人服役期满，加上长期存在的逃兵问题令部队兵力严重不足。杰克逊派科菲率骑兵返回田纳西州补充兵源，但许多人一去不返。他决定将剩余兵力与乔治亚民兵汇合，1814年1月22至24日，田纳西民兵与马斯科吉盟友遭红棍偷袭，杰克逊所部在伊莫克福与伊诺塔科波溪之战击退敌军，但寡不敌众之下只能撤回斯特罗瑟堡。:791–793他的兵力增至超过两千人，率大部分将士南下至塔拉波萨河马蹄湾，准备与在此建起堡垒的红棍主力决战。3月27日，杰克逊联合克里克人和切罗基人盟友打响蹄铁湾之战，总兵力超过红棍两倍。堡垒构建完好，初期炮击几乎没造成破坏。接下来是步兵冲锋，科菲率骑兵突袭，克里克盟军助战，红棍应接不瑕。:213–216

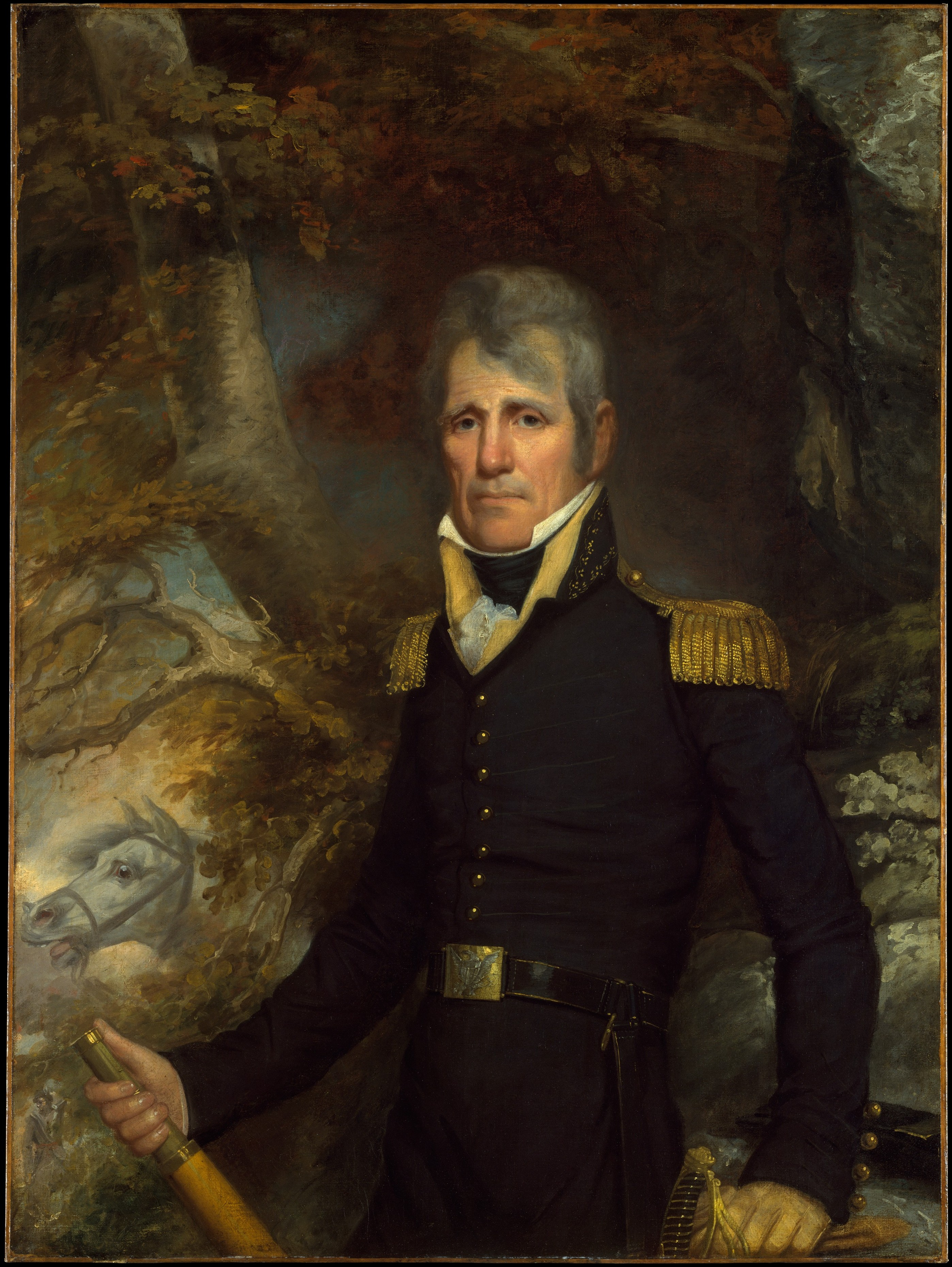
《安德鲁·杰克逊将军》，约翰·韦斯利·贾维斯约1819年绘

三周后红鹰投降，麦昆率红棍残兵逃到东佛罗里达，克里克战役结束:27–28。6月8日杰克逊接受美国陆军准将任命，十天后晋升少将统领第七师:222。经麦迪逊批准，杰克逊迫使马斯科吉人签署《杰克逊堡条约》，要求他们（包括没有加入红棍的原住民部落）向美国交出约809万公顷土地:27–28，绝大多数克里克人只能打掉门牙肚里咽:236。克里克人以杰克逊起名，如“老猛将杰克逊”。接下来身患痢疾身体虚弱的杰克逊又把目光投向西班牙和英国势力，他控诉西班牙为红棍提供武器，准许英军进入佛罗里达更有违中立条款:240。第一项指控属实:228–229，但西班牙人是担心杰克逊挥军入侵才请求英军保护:241。11月7日，杰克逊在短暂的彭萨科拉之战击败少量英西联军，西班牙人很快投降，英军残兵撤离。数周后他得知英军计划偷袭密西西比河口极具战略和经济价值的新奥尔良，他将人马全部撤离彭萨科拉，分兵守御亚拉巴马州莫比尔和新奥尔良:241–245。

#### 新奥尔良之战

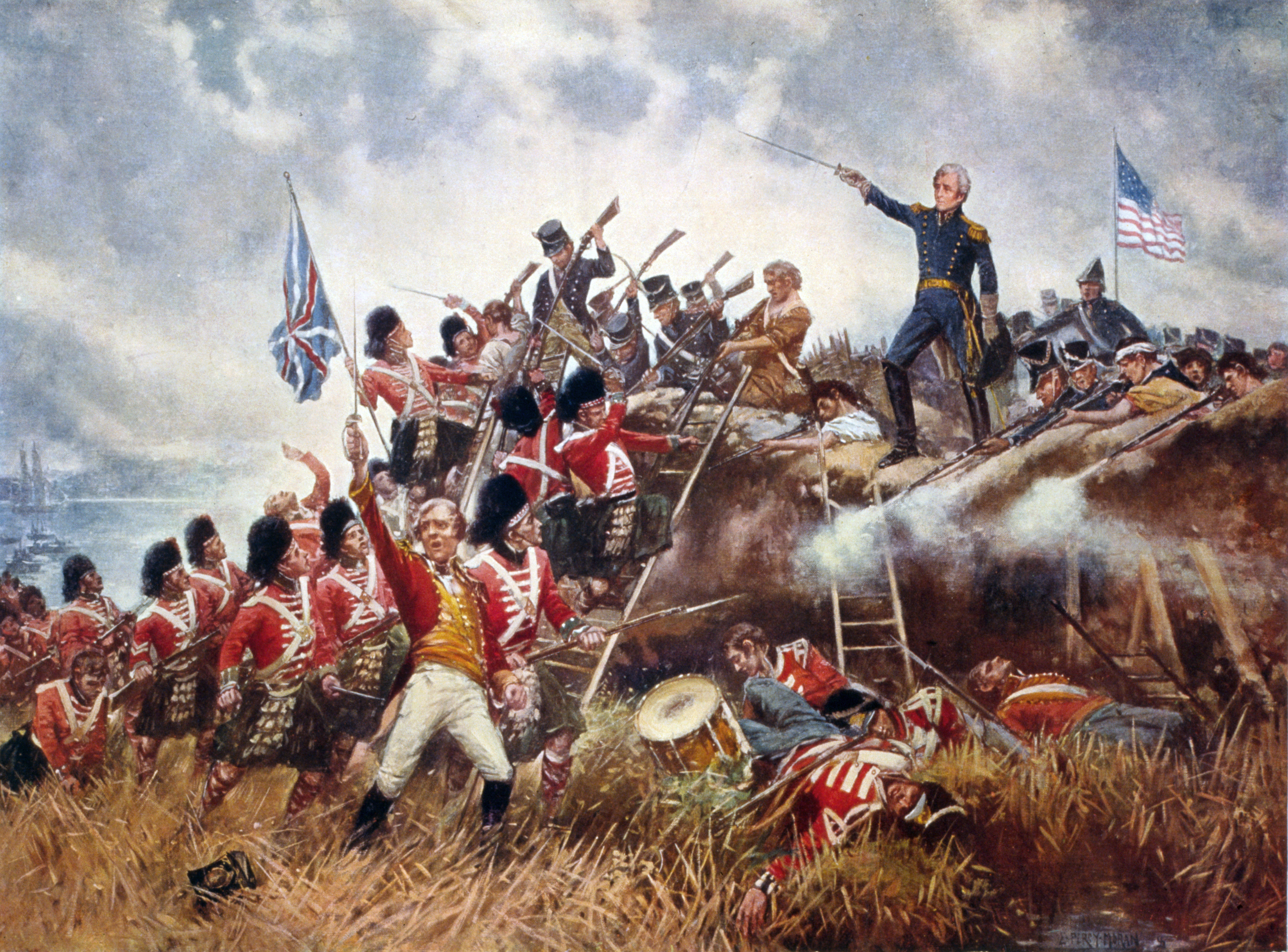
《新奥尔良之战》：安德鲁·杰克逊将军站在防御工事上方，部下抵御来犯苏格兰高地人，爱德华·珀西·莫兰1910年绘

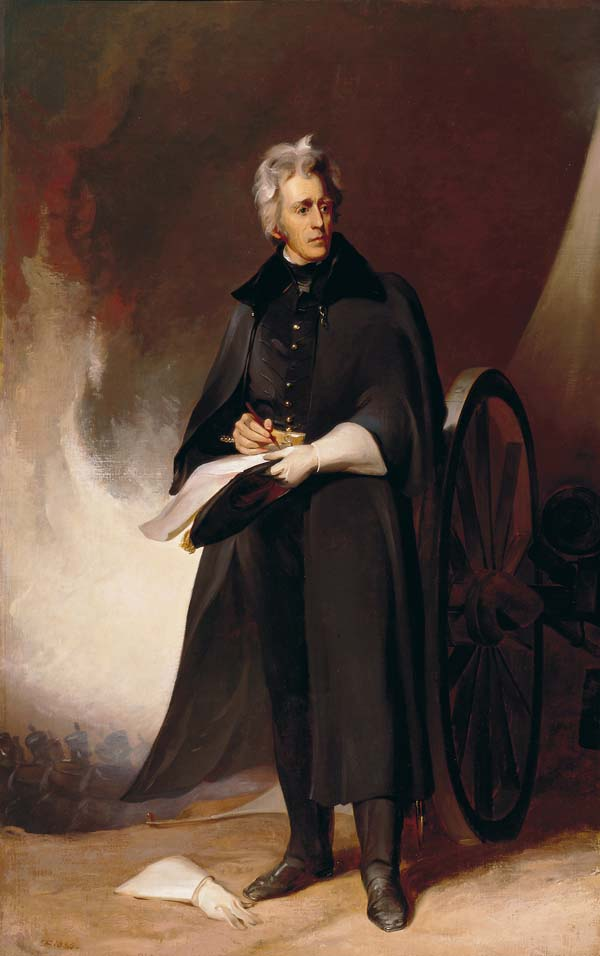
新奥尔良之战时的杰克逊，托马斯·萨利1845年根据自己1824年按真人创作的画作重绘

杰克逊1814年12月1日抵达新奥尔良后实施戒严:247，以防城内克里奥尔人和西班牙人践行不轨。他多管齐下，与让·拉菲特为首的海盗和走私客结盟，组建包含黑人和马斯科吉人的部队:29–30，在城内招募志愿军。志愿军人无论肤色享有同等报酬，为杰克逊招来非议。:254美国陆军正规军和志愿兵从周边州份赶来，与杰克逊所部及其他盟军共同守御新奥尔良。来犯英军兵力过万，先后由亚历山大·科克伦上将和爱德华·帕肯汉姆少将统领，其中包含大批拿破崙戰爭老将:29–30。杰克逊方面仅有约五千人，大部分缺乏训练和作战经验:274。
英军12月23日一早抵达密西西比河东岸，杰克逊当晚偷袭，一度将其逼退:73–76。1815年1月8日，英军向美军防线发动大规模正面突击。美军防御工事牢固，敌军初期炮击基本不起作用。晨雾散去英军正面推进，得到工事保护的美军可以轻易瞄准敌人。英军一度逼退美军右翼，但整体攻势以灾难告终。:81–85杰克逊所部当天仅71人伤亡，其中阵亡13人、伤39人、失踪或被俘19人。英方承认2037人伤亡，其中帕肯汉姆等291人阵亡，1262人受伤，484人失踪或俘虏。:285战斗结束后英军撤离，此前双方已于1814年12月在欧洲签署《根特条约》的消息不久传到前线，两军终止敌对。战争结束前几天取得如此大捷的杰克逊马上成为民族英雄，举国庆祝对抗英国的“第二次美国革命”胜利。:29–331815年2月27日，国会通过决议向杰克逊致谢并颁授國會金質獎章。
亞歷西斯·托克維爾著作《论美国的民主》指出，杰克逊“完全是靠20年前新奥尔良护墙下取得的胜利”登上总统宝座。有说法称战争已随数月前签署的《根特条约》结束，新奥尔良大捷除令杰克逊扬名外根本无关紧要。将路易斯安那领地卖给法国的西班牙认为法国无权通过1803年路易斯安那購地把地盘转卖美国，1815年4月，后知后觉的西班牙还以为英国赢得新奥尔良之战，要求美国归还路易斯安那领地，西班牙代表声称已得保证可收回土地:299。《根特条约》第九条规定，美国从克里克人手中取得的土地必须物归原主，基本等于废除《杰克逊堡条约》。但新奥尔良大捷给予美国政府充分信心和筹码无视上述规定，保留杰克逊争来的领土。

#### 新奥尔良戒严

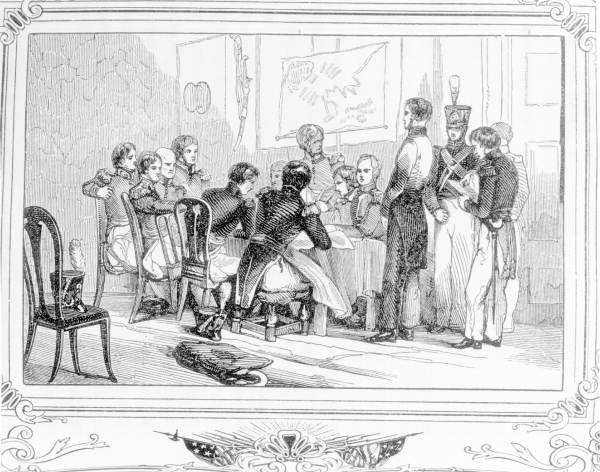
塞米诺尔战争期间罗伯特·安布里斯特受审，杰克逊将军将他和另一名英国臣民处决

杰克逊还不知道《根特条约》已经签署，新奥尔良大捷后仍拒绝解除戒严。州参议员路易斯·卢艾利尔匿名在当地报纸发文，质疑杰克逊为何在英军撤离战场后仍不让民兵回家。杰克逊调查文章作者，卢艾利尔承认后沦为阶下囚。1815年3月美国联邦法官多米尼克·霍尔签发卢艾利尔的人身保護令，结果杰克逊又下令逮捕霍尔。为压制异见，杰克逊逮捕路易斯安那州议员、联邦法官、律师各一人，直到州法官约书亚·刘易斯干预才放松压制。刘易斯此时还是杰克逊下属民兵，他签发人身保护令要求杰克逊释放霍尔。
新奥尔良民政当局完全有理由害怕杰克逊，他曾下令立即处决六名企图离队的民兵，消息直到1928年总统大选期间才经“棺材传单”广为人知。

### 第一次塞米诺尔战争

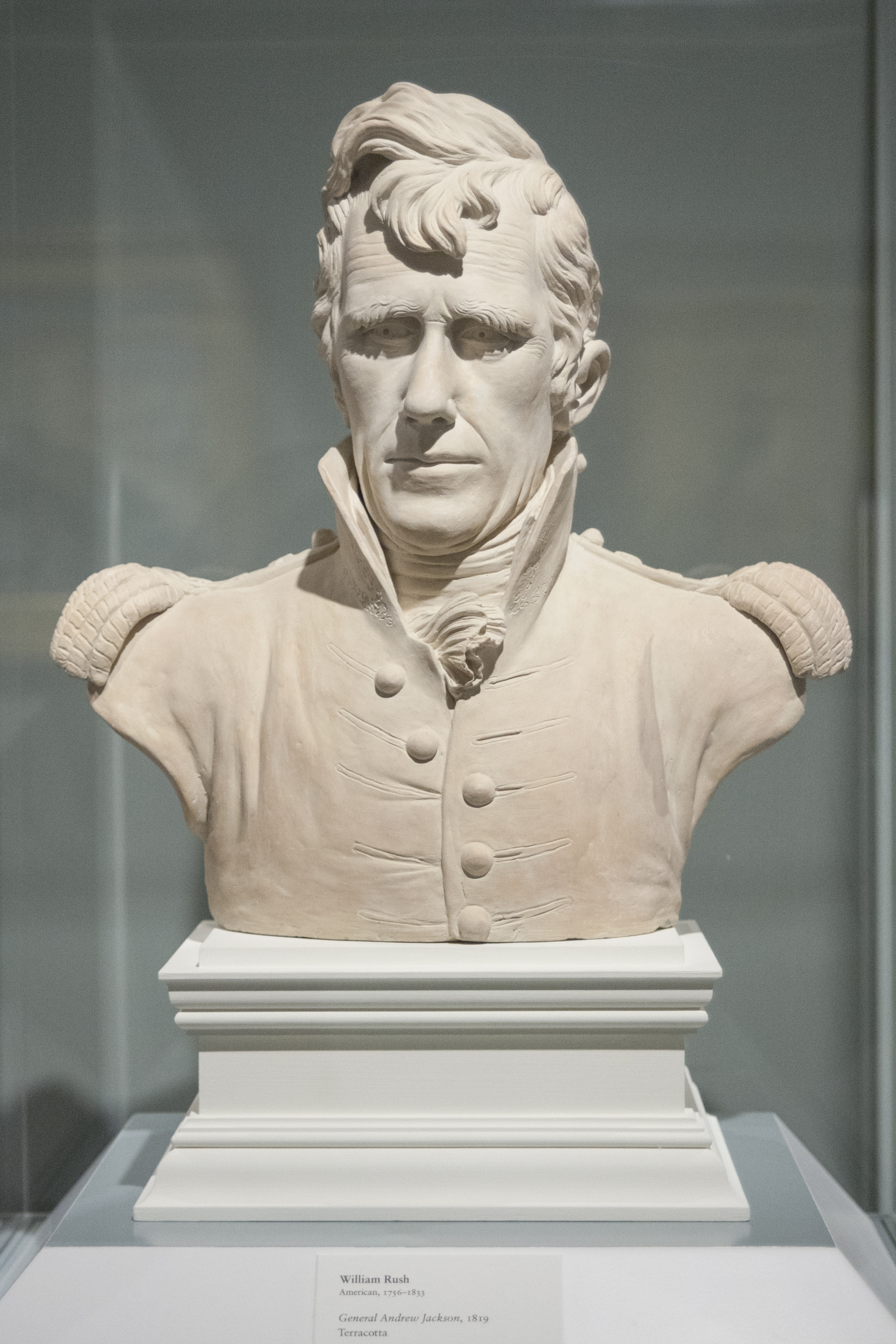
杰克逊将军半身像，威廉·拉什1819年作

战争结束后杰克逊继续指挥美国南部边境军队，在隐士之家处理各项事务:36。他与切羅基人、奇克索人签订条约，取得今田纳西州和肯塔基州大片领土:332–340，其中与切罗基人达成的条约人称“杰克逊购地”。
不久，杰克逊卷入佛罗里达地区冲突。塞米諾爾人是美国和佛罗里达边境地区的原住民部落，经常与逃奴联手劫掠喬治亞州定居点后撤回佛罗里达。冲突规模不断升级，如今人称第一次塞米诺尔战争。:36–371816年杰克逊率特遣分队进入佛罗里达，在黑人堡之战摧毁堡垒，击杀加兹登堡大部分守军及其少数喬克托族盟友:325–327。1817年12月，门罗总统命令杰克逊在乔治亚州打击塞米诺尔人和克里克人。西班牙承诺进入该国领土的奴隶可获自由，杰克逊受命防止佛罗里达成为逃奴避风港。总统命令杰克逊“结束冲突”，传言指控杰克逊在佛罗里达的行动没有严格遵守指令。:118杰克逊认为，“防止佛罗里达成为逃奴避风港”的最好办法就是从西班牙手中把地盘抢过来。他出发前致信门罗：“在我看来不管从哪方面来看……美国都应该占有佛罗里达，（我）会在60天内达成目标。”:66
1818年3月15日，杰克逊攻入佛罗里达并很快占领彭萨科拉。他击溃塞米诺尔人和西班牙抵抗势力，俘虏为塞米诺尔人出力的英国间谍罗伯特·安布里斯特和亚历山大·阿布斯诺特，经短暂审讯就把两人处死，引发英美外交冲突。门罗内阁对杰克逊的做法态度趋于两极分化，部分内阁认为美国尚未向西班牙宣战，杰克逊的行径有违宪法和总统命令。国务卿约翰·昆西·亚当斯为杰克逊辩护，认为将军拿下佛罗里达能迫使西班牙转卖该省，事实的确如此，美西两国1819年签订《亞當斯－奧尼斯條約》易手佛罗里达。国会调查认为杰克逊无罪，但他对各方批评愤怒不已，特别是众议院议长亨利·克莱。1821年参议院批准《亚当斯－奥尼斯条约》后杰克逊从陆军辞职，返回田纳西州前短暂担任首任佛罗里达领地总督。:37–40

## 白宫之路

### 1824年大选
1822年春，杰克逊因身体不堪重负病倒。他体内留有两颗子弹，连年征战之下已精疲力竭。他全身颤抖且经常咳血，自觉濒临死亡，休息数月才康复。:1–3休养期间他逐渐转向思考全国事务，致力发掘门罗政府猖獗的腐败问题，对美国第二银行极其反感，认为1819年恐慌正是该行收紧信贷所致:12–15。

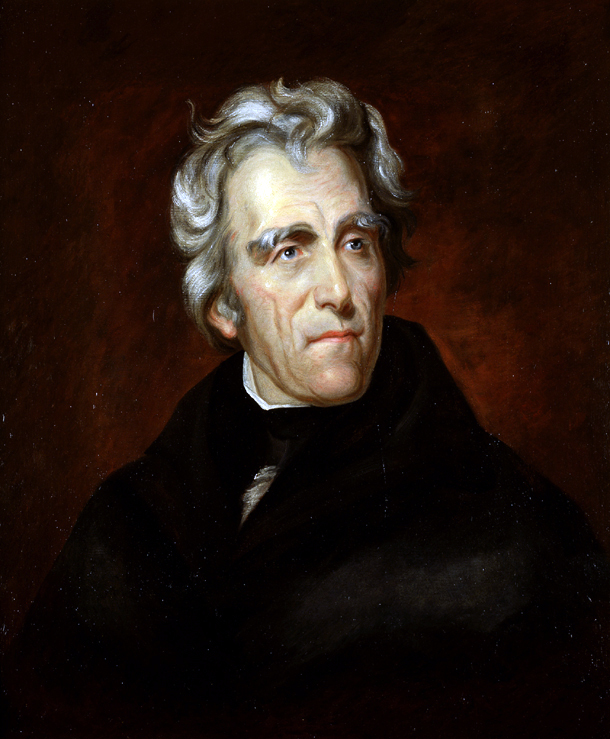
1824年的杰克逊，托马斯·萨利绘

杰克逊谢绝州长竞选邀请，接受奥弗顿的计划由州议会提名他竞选总统:41，1822年7月22日田纳西州议会正式提名:49。门罗内阁以财政部长威廉·H·克劳福德批评杰克逊最不留情面，后者对他日趋反感，希望确保克劳福德拿不到田纳西州的选举人票。杰克逊的提名在田纳西州以外同样反响热烈，许多美国人认可他抨击银行。1819年恐怖令许多人血本无归，银行和支持银行的政界人士不得民心。杰克逊的政治能量日益增长，与克劳福德、亚当斯、克莱、战争部长 约翰·卡德威尔·卡尔霍恩并列五大总统候选人。联邦党在善意时代退出历史舞台，五人均属民主共和党。竞选活动把杰克逊塑造成超越地域分歧的平民保护神。关税是当时最重大的议题，杰克逊表达的立场趋于温和，反对派指责他模糊立场。杰克逊的竞选强调打击腐败，他承诺恢复政府诚信，减少滥权。:41–45身为战争英雄，杰克逊深得民众青睐，1812年战争结束后有权投票的白人男子增多也对他有利:36–38。
1823年杰克逊勉强同意参选田纳西州联邦参议员，此举由他的顾问威廉·伯克利·刘易斯和联邦参议员约翰·伊顿独立策划，旨在确保在任参议员、公开反对杰克逊竞选总统的约翰·威廉姆斯无法连任。杰克逊以微弱多数当选，:376–377:50–54回到国会山时距他1798年辞职已过去24年11月3天，是参议院史上第二长的任职间隙。杰克逊对再度踏进参议院颇感勉强，但接受任命执掌军事委员会:67。伊顿在写给杰克逊夫人的信中表示，她丈夫担任参议员期间“与所有人和谐共处、相互理解”，1813年与杰克逊打过架的密西西比州议员托马斯·本顿也不例外:38。杰克逊遵照传统，不主动参与总统竞选。伊顿修改写好的杰克逊传记为竞选准备，还同许多人向报社写信，赞扬杰克逊过往行事和品格。:74–78
民主共和党历史上曾由国会提名核心小组挑选总统候选人，但此举不得民心，1824年该党大部分国会议员抵制核心小组。加入小组的议员支持克劳福德竞选总统，艾伯特·加勒廷竞选副总统。宾夕法尼亚州大会一个月后提名杰克逊竞选总统，还称国会核心小组不是什么正规组织，对“人民的诉求”视而不见，“蒙骗美国人民误以为他（指克劳福德）是民主（共和）党正式候选人的企图注定徒劳无功”。:48–49加勒廷称杰克逊为人诚信，堪称军功崇拜者偶像，但总是按军中那套习惯行事，无视法律和宪法规定，综合来说不适合当总统。宾夕法尼亚州提名杰克逊后卡尔霍恩退出总统候选人竞争，取得副总统提名。
大选最后杰克逊拿下南部、西部、中大西洋州份，赢得的选举人票最多。所有候选人只有他赢得的州不止所在地区，亚当斯主导新英格兰、克莱拿下西部三州，克劳福德在弗吉尼亚州和乔治亚州占先。杰克逊以四成二普选票领跑，部分州份不为总统选举举办普选。他以99张选举人票领先，但要131票才达到胜选所需的过半数。根据宪法第十二条修正案，所有候选人选举人票均未超半数时，联邦众议院举办权变选举从得票最多的三人选出总统，克莱因此出局。杰克逊自信将赢得权变选举，克劳福德和亚当斯在全国范围名气都有不及，而且克劳福德还因中风身体虚弱，许多人担心他的身体状态不能当总统。众议院议长克莱主持权变选举，他认为杰克逊这种蛊惑民心之辈当总统太危险，为维护统治可能不惜推翻共和国。他站队同样支持联邦政府资助道路、运河建设等境内改进项目的亚当斯，后者在首轮投票胜出。杰克逊的支持者出离愤怒，在亚当斯任命克莱出任国务卿之际指控两人达成腐败交易。:45–48“看吧！”杰克逊疾呼：“西方的犹大已经达成交易拿到30枚银币，他终将落得同等下场。”:98国会休会后他再度辞去参议员职位返回田纳西州:49。

### 1828年大选、夫人之死

1828年大选结果，蓝色代表杰克逊胜出，黄色亚当斯占优，数字是该州选举人票数

亚当斯入主白宫后几乎马上招来反对:102。新总统计划插手巴拿马寻求独立之路，杰克逊坚决反对：“与任何国家结为同盟或联盟之际，我们的共和国可能就走上垮台之路。”亚当斯在首次国情咨文呼吁国会不要让全世界以为“面对选民意志我们无能为力”，总统形象大损。:108–110
田纳西州议会早在1825年10月就提名杰克逊再度竞选总统，此时距1828年大选还有三年多，创下美国大选史上新纪录，足以证明1824年选举刚结束，支持者就开始为杰克逊1828年入主白宫准备。亚当斯的总统任期业绩平平，雄心勃勃的议程面对群众政治新时代只能惨淡收场。杰克逊引领反对派抨击亚当斯的政策扩大联邦权力，会导致危险后果。纽约州联邦参议员马丁·范布伦1824年还是克劳福德的重要支持者，他极力反对亚当斯的政策，决定1828年把杰克逊送入白宫。副总统卡尔霍恩主张州权，反对亚当斯大部分目标，同样决心站到杰克逊身后。范布伦等杰克逊盟友在全美各地创办亲杰克逊报纸和俱乐部，杰克逊不直接竞选，在隐士之家种植园接待访客。他在大选最后拿下五成六普选票和六成八选举人票，支持者团结起来创办民主党，亚当斯派系转为国家共和党，一党独大的善意时代成为历史。:49–54杰克逊的支持者包括苏格兰－爱尔兰裔大规模社区，特别是南部和西南乡村。
竞选活动充斥人身攻击。杰克逊与亚当斯都遵照传统没有亲自下场，竞选活动由支持者组织。媒体刊登抨击两人的素材，指责杰克逊买卖奴隶，对待奴隶也比较差。连串旨在抨击杰克逊的“棺材传单”出版，揭露他在新奥尔良下令处死企图离队的军人。还有文章指控他食用战死的美洲原住民尸体，甚至宣称他妈是“公共妓女”，父亲是“黑白混血”(穆拉托人):134。
夫人瑞秋经常沦为攻击目标，反复拿她与杰克逊成婚时机之争说事，指控她重婚。杰克逊势力还以颜色，声称亚当斯出任驻俄公使期间曾聘请青年女子当妓女服务亚历山大一世，还称亚当斯用政府资金在白宫添置台球桌。
瑞秋竞选期间面临极大压力，丈夫不在身边时情况特别严重。选举临近，她的身份开始吃不消，据杰克逊回忆，瑞秋“左侧肩膀、手臂、乳房剧痛”。经过三天挣扎，瑞秋于1828年12月22日死于心脏病，丈夫刚在三周前赢得大选（10月31日至12月2日），十周后杰克逊宣誓就职。杰克逊悲痛欲绝，旁人不得不把他拖走，以便殡仪员打理遗体。:405杰克逊认为夫人是因亚当斯支持者的污辱而死，此后始终没有原谅亚当斯。瑞秋圣诞前夜葬在隐士之家，杰克逊在葬礼上言道：“愿万能天神饶恕谋杀她的凶手，我知道她已经原谅，但我永远都做不到。”

## 美国总统（1829至1837年）

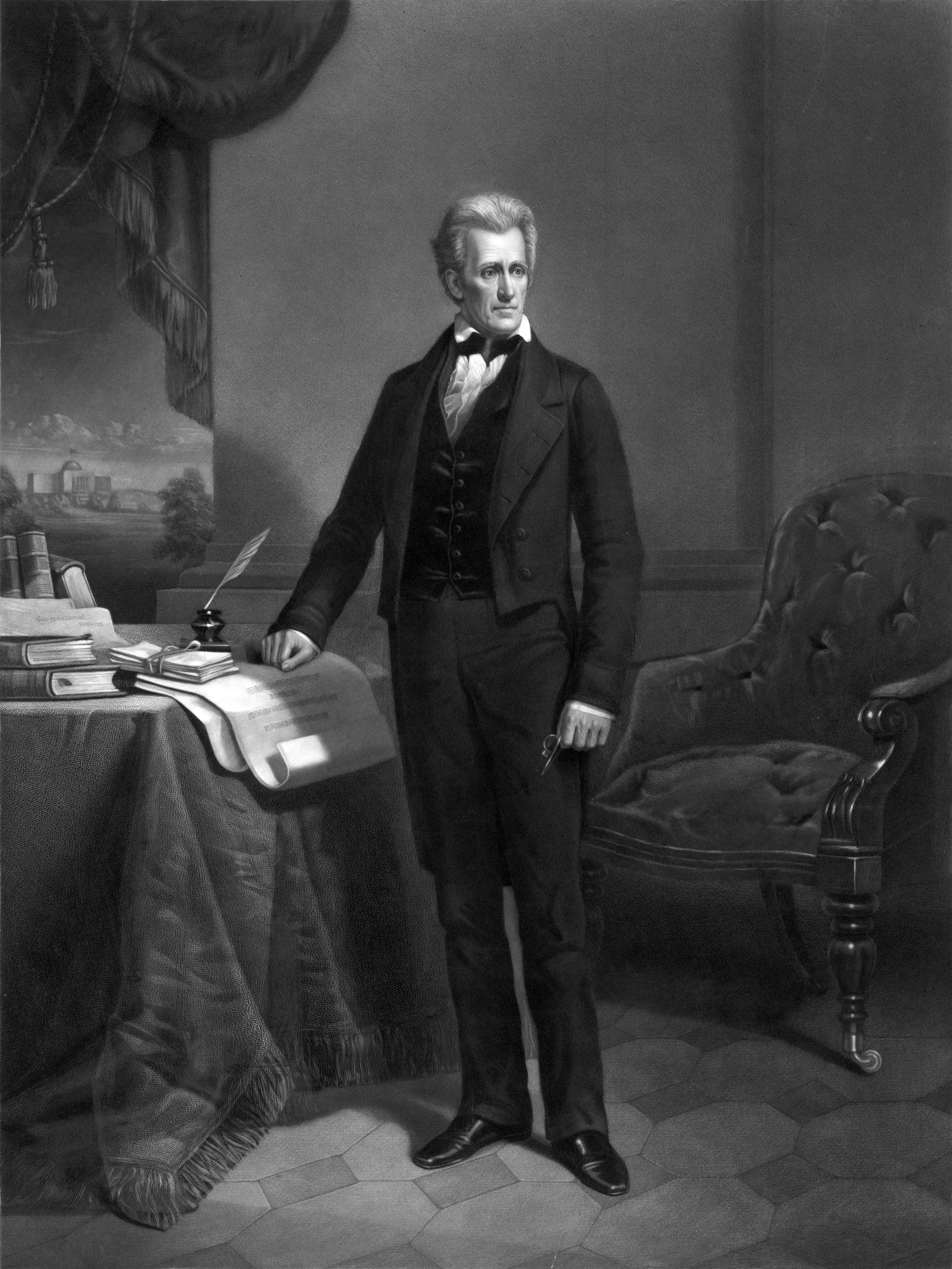
安德鲁·杰克逊总统

### 政治哲学
杰克逊民主因杰克逊得名，代表民主的转变与扩张，即精英阶层部分政治权力转移到以政党为基础的普通选民手中。美国政治和国民议程在“杰克逊时代”发生重大变化。:101杰克逊的总统哲学与杰斐逊类似，倡导革命一代持有的共和价值观。杰克逊的道德立场倾向靠平均地权、限制联邦政府权力、强调州权来减少腐败，:104担心金钱与商业利益损害共和价值观。南卡罗来纳州反对关税法威胁分家单过之际，他极力主张国家至上、反对分裂。:63–65
杰克逊相信人民能够“得出正确结论”:338，他们有权选举并“指示代表和代理人”:339。公职人员要么服从民意、要么辞职:104。他主张“国会、行政、法院应当各自遵从对应宪法条文，以自身理解主导”，不应将决定权交给所谓强大而独立的最高法院:338–440。杰克逊认为最高法院大法官应由选举生产，保障民主统治的最好办法是从严解读宪法:342。他呼吁限制总统任期、废除选举人团。雷米尼认为杰克逊的政治哲学“远超时代，甚至可能超越本国能力极限”:343。

### 就职典礼
杰克逊1月19日从隐士之家出发，2月11日抵达首都，随后开始挑选内阁:157–158。范布伦如期入选国务卿，伊顿当上战争部长，来自宾夕法尼亚的塞缪尔·D·英厄姆是财政部长，北卡罗来纳州的约翰·布兰奇任海军部长，乔治亚州约翰·M·贝里恩任总检察长，肯塔基州威廉·T·巴里任邮政部长。事实证明首批内阁人选很不稳当，充满激烈的党派斗争和流言。:105杰克逊抵达哥伦比亚特区后拒绝与亚当斯碰面，认为对方对瑞秋之死负有责任，亚当斯于是不出席新总统就职典礼:172–173。
1829年3月4日，杰克逊成为首位在国会大厦东门廊宣誓就职的美国总统。他的就职演说承诺尊重各州主权和宪法总统任期限制，剥夺“不忠诚或不称职之辈”手中权力、落实“改革”。演说最后邀请公众前往白宫，参加支持者举办的喧嚣聚会。成千上万的观众令白宫人员应接不瑕，设施与家具遭受轻度破坏，民众热忱为杰克逊换来绰号“暴民之王”。:55–56

### 改革、官职轮换、政党分肥制
杰克逊为清除政府腐败在所有内阁与行政部门开展总统调查，主张按绩效选拔官员，撤回许多在他看来对金钱不够谨慎的人选:65–66。他认为联邦政府腐败成灾，他受美国人民之命前来清理。调查发现重大欺诈行径，许多官员下台，其中还有财政部第四审计托比亚斯·沃特金斯这样的亚当斯总统私人好友。:186–187杰克逊上台第一年，总统调查就发现国库28万美元被盗，海军部节省百万美元:186–187。他要求国会改革挪用公款罪法律，减少联邦养老金欺诈，通过税收法防范逃税，靠法律改善政府会计。国会调查发现邮政部管理欠完善，利润丰厚的合同隐含串通、偏袒等暗箱操作，账目审计与合同覆行监管不到位，邮政部长巴里辞职。杰克逊提名财政部审计阿莫斯·肯德尔继任，后者继续改革邮政部。:67
杰克逊在国情咨文一再呼吁以宪法修正案废除选举人团。他在第三次国情咨文表示：“时至今日，我仍然建议通过联邦宪法修正案把选举总统和副总统的权力交给人民，把前者任期限制在一届。我认为任期上限变更对基本法至关重要，我无法逃避如此重任，向新国会传达上述考量。”
杰克逊在位期间落实许多改革。1836年7月他支持国会法案，为革命战争烈士遗孀收取亡夫养老金制定标准。1836年，他推动国家造船厂施行十小时工作制。
杰克逊强力推行门罗总统签署的《1820年任期法》，限制公务员任期，授权总统任命或解雇政党同僚。杰克逊认为官职轮换是民主改革，能防止公职世袭，促使公务员对民意负责。:61他宣称政治官员轮换任命是“共和理念主导原则”，“国家官职只为人民利益而设，每个人任职的固有权利均等”:418。在他看来，轮换政治任命可预防官僚腐败成型。杰克逊当总统前四年轮换的联邦民员约占两成，远没有反对派所言那么夸张，其中还有不少是因玩忽职守撤职，与政治目的无关:61–62。不过，杰克逊确实利用总统职权任命忠于他的民主党人出任联邦官职，还把爱国热情列入任职资格考察项目。他任命在战场上失去双腿的军人进入邮政部时表示：“他为国奋战时失去双腿，这对我来说就够了”。
杰克逊的官职轮换观念日后发展成獵官制:61。哥伦比亚特区的政治现实有时迫使总统在自身立场有所保留的情况下按党派任命公务员:328–334。事实证明，首都以外政府机构，如纽约海关、邮局、海军战、战争部，20年来预算大幅增长的印第安事務局都难以落实监管:65。雷米尼指出，杰克逊任命官员的考虑标准都是友谊、政治、地理因素，他的大部分任命自然难达标准:268。

### 衬裙事件
杰克逊入主白宫早期花费大量时间和精力应对所谓“衬裙事件”，又称“伊顿事件”:107。江湖流言在杰克逊内阁及其配偶等首都政界流传，其中又以副總統夫人弗洛里德·卡尔霍恩最积极。流言主要针对战争部长伊顿和夫人玛格丽特·奥尼尔·伊顿，宣称玛格丽特在父亲的酒馆当招待期间性生活不检点，甚至直接指称她曾是妓女。:115玛格丽特在前夫去世后不久再嫁伊顿，于是又有传言声称前夫在世时她就与伊顿偷情，以卡尔霍恩夫人为首的内阁夫人圈子因此拒绝与伊顿夫妇交往。妓女进入政府高官家族圈在当时可谓无法想象，总统不相信上述流言，告知内阁官员“她如处女般纯洁！”:115杰克逊认为造谣者可耻，实际目的是质疑乃至羞辱总统本人，企图逼走伊顿夫妇，让杰克逊知道谁才有資格入阁。恶毒指控还令杰克逊想到夫人因何而死，促使他更加坚定地为玛格丽特辩护。:315
其他内阁官员的夫人坚称美国所有女人的名誉面临重大威胁，坚信任何女人只要还有廉耻就绝不会在没有婚姻保证的情况下给予男人性方面好处，违反者可耻、绝对不能接纳。史学家丹尼尔·沃克·豪指出，此后十年的女权运动正由上述思潮主导。国务卿范布伦是鳏夫，早已组建反卡尔霍恩联盟，他把此事看作重拳出击的重大机遇，与杰克逊和伊顿一个鼻孔出气。:337–339
1831年春，杰克逊根据范布伦建议要求除巴里以外所有内阁官员辞职，范布伦也为防吃相太难看辞职。1832年，杰克逊提名范布伦任驻英公使，但参议院表决出现平局，卡尔霍恩以關鍵票否决，宣称封杀提名能“......要他（指范布伦）的命，先生们，要他的命。他再也蹦跶不起来，各位，再也别想。”:108范布伦此后一直是杰克逊的重要顾问，1832年大选时提名副总统候选人，成为杰克逊接班人。衬裙事件导致厨房内阁成型，杰克逊经历此次清洗后仍然难与正式内阁成员共事，从此不再召开内阁会议，改在厨房吃饭时与私人顾问商讨:171–175。

### 印第安人迁移政策

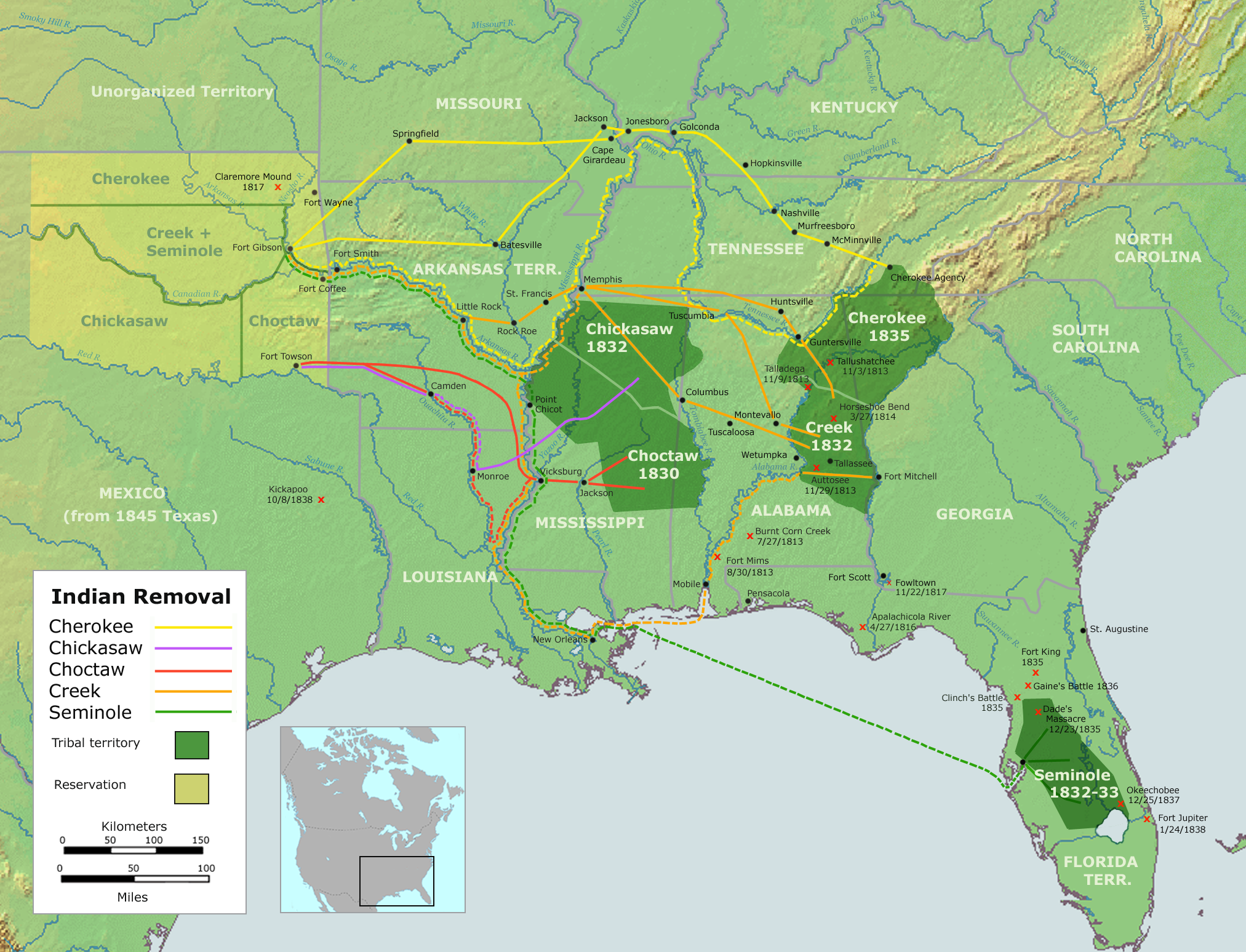
杰克逊颁布印第安人迁移法，结合后续条约迫使东南部主要印第安部落背井离乡，踏上眼泪之路

杰克逊执掌白宫八年标志着印第安人迁移政策拉开帷幕:108，他与南部、西北部印第安人部落签订约70个条约:109，有些还亲自参与谈判。涉事南方部落包括乔克托人、克里克人、奇克索人、塞米诺尔人、切罗基人，西北部落有奥吉布瓦族、渥太華人、波多沃米人:110。
领土之争令白人与印第安人关系日趋紧张，暴力时有发生:108。之前的美国总统也曾支持迁移或尝试“教化”原住民:199–200，但绝大多数情况下避免干预，放任事态自行发展。杰克逊上台后民意和政治运动声势渐增，要求政府采取行动，将部分印第安人迁往别处的政策由此诞生。以不怕事著称的杰克逊积极倡导印第安人迁移政策，许多史学家认为这是他八年任期最具争议的方面。:108
杰克逊的首次国情咨文主张密西西比河以西领土为印第安部落保留。国会1830年5月26日通过《印第安人迁移法案》，杰克逊两天后签署。新法授权总统与原住民谈判条约，用超出现有州份边界的西部领土换取东部地盘:109。该法对南部文明五部落特别适用，要求他们要么西迁、要么留下并遵守州法，进而等于放弃主权:269。

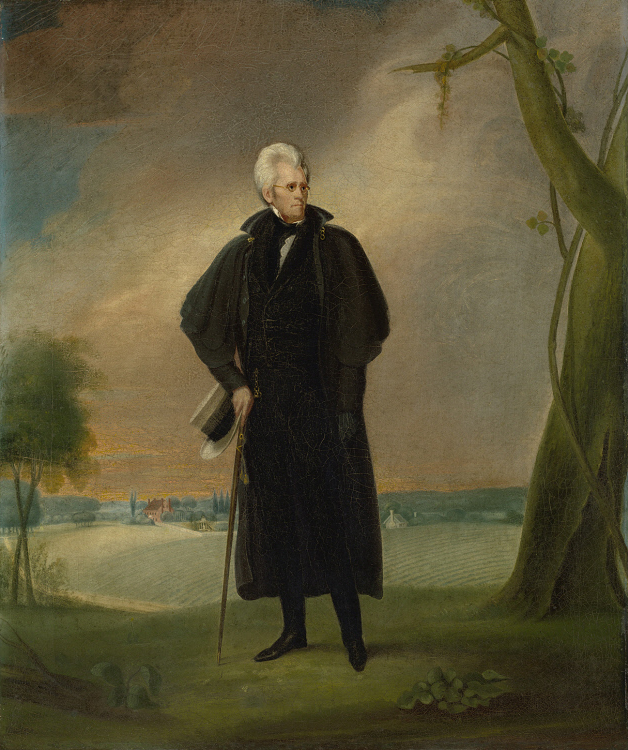
杰克逊画像，拉尔夫·埃莱塞·怀特赛德·厄尔1830年绘

与杰克逊、伊顿、科菲谈判的奇克索人很快同意迁移:271。总统让伊顿和科菲负责与乔克托人谈判，两人不具备杰克逊的谈判功底，全靠向酋长行贿达成目标。双方签署《兔舞溪条约》，乔克托人按要求在1831年冬至1832年春搬迁，一路饱受苦痛与折磨。:272–273塞米诺尔人1832年签署《佩恩登陆条约》但拒绝迁移:304，引发持续六年多的第二次塞米诺尔战争，直到1842年结束:110。克里克人1832人签订《库塞塔条约》，族人可自行选择转卖或保留土地。数年后留下来的克里克人与白人定居者爆发冲突，引发第二次克里克战争:303–304。许多原住民对条约不满，称签约者不能代表全部落:110:303–304。
乔治亚州与切罗基人的争端在1832年最高法院裁决“伍斯特诉乔治亚州案”达到高潮。首席大法官约翰·马歇尔起草的判决书裁定乔治亚州过去以煽动原住民反抗为由禁止两名白人传教士进入部落领地属于越权，州各级政府无权下达如此禁令。:216许多文献称杰克逊得知判决结果后表示：“约翰·马歇尔已经决定，那就让他自己去执行。”霍勒斯·格里利援引马萨诸塞州联邦众议员乔治·布里格斯所言称杰克逊说过这种话蔑视最高法院，但雷米尼认为这只是以讹传讹：“听起来确实很杰克逊……但他根本不需要执行任何判决”，法院根本没有下达传教士的人身保護令:276–277，也没有按惯例要求美国法警执行判决。
以约翰·里奇为首的部分切罗基人谈判达成《新埃科塔条约》，但他不是全体切罗基人公认的领袖，许多人认为条约不合法，不接受其中要求。约翰·罗斯带领切罗基人请愿抗议迁移未果。切罗基人普遍自认独立民族，不受美国或乔治亚州法律约束。继任杰克逊总统职位的范布伦强制执行《新埃科塔条约》，1838年死在眼泪之路的切罗基人多达四千到1.8万:302–303。
杰克逊执政期间迁移的原住民超过4.5万，其中大部分迁至今俄克拉荷馬州境内印第安领地，少数后来返回，还有些不愿迁移的走进大烟山躲避。1832年的黑鷹戰爭也是杰克逊执政时期与原住民发生的冲突，起因是印第安人群体进入美国领土:278–279。

### 拒行联邦法规危机
国会1828年制订的关税创下历史新高，反对者称“嫌恶关税”。南方种植园主靠向世界市场销售棉花发迹，极力反对他们眼中偏袒北方利益的新关税。南方外购商品价格因关税提升，仅本地生产的例外，出产的棉花对其他国家而言更加难以负担。矛盾在杰克逊执政时达到顶点，引发拒行联邦法规危机，南卡罗来纳州以脱离联邦分家单过威胁。:63–64
卡尔霍恩1828年秘密起草《南卡罗来纳申论与抗议》，宣称南卡罗来纳州有权宣示1828年关税法无效。杰克逊在关税议题上同情南方处境，但他极力主张维护联邦，保障中央政府的有效治理权。总统希望卡尔霍恩让步，两人走上激烈对抗之路。1830年4月13日杰斐逊纪念日众人共进晚餐后开始祝酒，南卡罗来纳州联邦参议员罗伯特·海恩率先致辞：“祝福联邦，祝福各州主权。”接下来总统起身以洪亮嗓音宣示：“祝福我们的联邦，一定要维护！”显然是在向卡尔霍恩示威。副总统接下来祝词：“祝福联邦，只有我们最宝贵的自由比她更重要！”:164
杰克逊1830年5月发现，门罗执政时任战争部长的卡尔霍恩曾要求总统谴责杰克逊1818年侵略西属佛罗里达，卡尔霍恩与杰克逊关系进一步恶化。1831年2月两人彻底决裂，卡尔霍恩认为媒体针对总统和副总统夙怨的报导不尽不实，将他和杰克逊的往来信件交给《美国电讯报》出版，详细阐述双方冲突。总统与副总统在信中愤怒表达立场，相对抨击直到七月杰克逊不再写信。达夫·葛林主编的《美国电讯报》起初支持总统，后站到卡尔霍恩一边。杰克逊政府需要新宣传渠道，长期支持他的弗朗西斯·普雷斯顿·布莱尔1830年11月创立《华盛顿环球报》，此后一直是民主党的主要喉舌:291–299。
杰克逊支持1832年关税法调整税率，该法旨在降低关税，安抚废除嫌恶关税势力。法案由财政部长路易斯·麦克莱恩起草，把税率从四成五降至二成七。卸任总统后又当上马萨诸塞州联邦众议员的亚当斯五月微调法案并获杰克逊认可，国会7月9日通过，总统14日签字，但争议双方的极端分子毫不领情。:358–36011月24日，南卡罗来纳州议会宣告1828和1832年关税无效，该州不会执行。杰克逊派美國海軍舰艇驶入查尔斯顿港，威胁绞死任何胆敢叫嚣不执行联邦法律、分裂国家之辈:405–406。卡尔霍恩当选南卡罗来纳州联邦参议员并在12月28日请辞副总统职位。卡尔霍恩的策略是在副总统任期只剩不到三个月时取代参议员海恩，此后再出任南卡罗来纳州长。海恩在参议院辩护南卡罗来纳州拒行联邦法规的立场时非常吃力，马萨诸塞州议员丹尼尔·韦伯斯特的激烈批判令他难以招架。
杰克逊12月发表措辞强烈的声明谴责拒行联邦法规之辈，称如果“州拥有废除联邦法律的权力，联邦将不复存在，如此权力与宪法条文明确冲突，未获宪法精神授权，与宪法一切原则都不一致，终将摧毁宪法达成的伟大目标”。总统宣示南卡罗来纳州正处“叛乱与叛国边缘”，呼吁该州人民忠于祖先为之奋斗的联邦。杰克逊否认各州有权分裂：“宪法……组建政府而非联盟……宣称任何州有权随意脱离联邦就等于宣称美国不是国家”。他力图把争议个人化，反复将危机描绘成野心遇挫之辈失望和怨恨下发动的阴谋:14–15。
杰克逊要求国会通过《强制关税法》明确授权武力落实关税。田纳西州参议员费利克斯·格伦迪递交法案，卡尔霍恩马上谴责“军事专制”。:239–240克莱与卡尔霍恩同期另行起草折衷关税法。行政部门倡导的法案经纽约州联邦众议员古利安·维普朗克递交，但降息幅度超出克莱及其他主张贸易保护者心理预期。克莱与卡尔霍恩达成协议，后者接受提升后的税率，换取克莱反对总统的军事威胁。克莱还希望此举赢得南方民意支持，为下次竞选总统增加胜算。:381833年3月1日国会通过折衷关税法和强制关税法:247，卡尔霍恩、克莱等人走出议事大厅抗议强制关税法，只有弗吉尼亚州议员约翰·泰勒投下反对票:197。
韦伯斯特反对新关税法，认为这本质上是向南卡罗来纳州要求屈服:40。杰克逊对维普朗克法案折戟、克莱与卡尔霍恩结盟深感愤怒，但决定以新折衷关税终结危机。他在3月2日先颁布《强制关税法》，再签署新关税法。:42南卡罗来纳州随后开会撤回宣告联邦法律无效的条例，但又宣布《强制关税法》无效以示反抗:247。总统5月1日写道：“关税只是借口，分裂和南方邦联才是真正目标。下一个借口将是黑人或奴隶制问题”:247。

### 外交

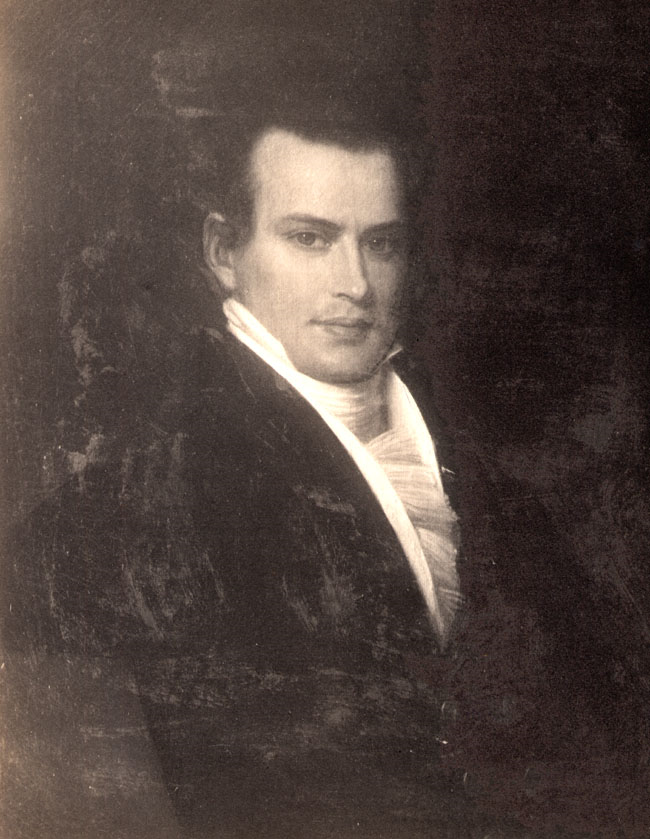
杰克逊任命的驻法公使威廉·卡贝尔·里夫斯与法国达成赔偿条约

杰克逊在首次国情咨文宣布，他的外交“既定目标是不提任何不肯定是否适当之要求，不屈从任何不当事物”。
从拿破仑时代开始，美法两国存在大量美国船只与人员被俘引发的补偿和索赔问题没有妥善解决，杰克逊上任时双边政府关系已经很紧张。法國海軍俘虏美方船只后把船扔在西班牙港口，囚禁并强迫船员劳动，期间没有任何指控，也没走任何司法程序。国务卿范布伦认为两国关系根本“毫无希望”。:119–120杰克逊派往法国的公使威廉·卡贝尔·里夫斯1831年7月4日推动法国政府签署条约，向美国赔偿五百万美元。但是，法国政府因内部财政和政治困境拖欠赔款，国王路易-菲利普一世和大臣归咎法国众议院。1834年法国政府仍未支付赔偿，杰克逊开始失去耐心。同年12月他在国情咨文严辞谴责法国政府欠钱不还，称联邦政府对法国“彻底失望”，要求国会授权贸易报复。:119
法国人民对杰克逊的讲话深感冒犯，要求政府在美国总统道歉前不得支付赔偿金:284。1835年12月，杰克逊在又一年的国情咨文中拒绝道歉，自称意向平和，对法国人民颇具好感。总统详细介绍条约内容和所涉历史，解释他为何认为法国政府故意拖延还款。法方认为杰克逊语出至诚，在1836年还款。:120
除法国外，杰克逊政府还同丹麦、葡萄牙、西班牙解决索赔问题。国务院积极活动，与俄罗斯、西班牙、土耳其、英国、泰国达成贸易协定。与英国签约后，美国在西印度群岛重开贸易。美国与亚洲国家签订的第一项条约便是对泰贸易协定，美国出口暴涨七成五，进口涨幅更达250%。:120
杰克逊用五百万美元从墨西哥购买德克萨斯的计划以失败告终。驻墨西哥临时代办安东尼·巴特勒上校建议美国出兵接管德克萨斯，杰克逊没有同意，并在卸任前不久撤换巴特勒。1835年，支持奴隶制的美国定居者在德克萨斯反抗墨西哥政府争取独立，得克萨斯革命爆发。1836年5月他们已经击溃墨军，建立独立的德克萨斯共和国。新国家政府将奴隶制合法化，希望得到杰克逊总统承认并加入美国。杰克逊对此颇感犹豫，觉得新共和国不大可能从墨西哥独立，同时也不希望在1836年大选来临之际探讨德克萨斯和废除奴隶制这种重大议题。事实证明他的考量，民主党与民族忠诚完好无损，范布伦当选总统。1837年3月3日，杰克逊在离任前一天正式承认德克萨斯共和国，提名阿尔凯·路易斯·拉布兰奇任临时代办。:120
杰克逊未能打开对华和对日贸易大门，挫败英国在南美洲势力的行动也以失败告终:120。

### 银行战争与1832年大选

1832年大选结果，深蓝代表杰克逊胜出，粉色克莱占优，浅蓝由弗吉尼亚州联邦众议员约翰·弗洛伊德拿下，黄色威廉·沃特领先

1832年大选证明美国政党在舒适时代结束后迅速发展。民主党在巴尔的摩召开首次全国代表大会，提名杰克逊选定的副总统人选范布伦。国家共和党1831年12月同样在巴尔的摩召开首次全国代表大会，提名肯塔基州联邦参议员克莱竞选总统，竞选搭档是宾夕法尼亚州联邦众议员约翰·萨金特。:218反共济会人士约翰·摩根失踪，估计遭人谋杀后反共济会党在新英格兰兴起:420。该党1831年9月在巴尔的摩提名前总检察长、来自马里兰州的威廉·沃特竞选总统，宾夕法尼亚州前检察长阿莫斯·埃尔梅克搭档。克莱与杰克逊都是共济会成员，促使部分过去支持国家共和党的反杰克逊派转投沃特怀抱。:112–113
麦迪逊总统1816年为美国第二银行颁发特许，旨在恢复1812年战争后满目疮痍的美国经济:111，门罗总统任命尼古拉斯·比德尔执掌该行:112。杰克逊认为该行本质上是腐败深入骨髓的垄断企业，股票大多在外国人手里，而且无疑对政治体制存在不公平的控制或引导。总统利用银行存在的问题宣传民主价值观，认为该行专为有钱人服务，令“富人更富有、强者更强大”。:112他谴责该行企图利用贷款影响选举:53。杰克逊在1830年国情咨文呼吁用没有私人股东、只有汇票发行权、不能借贷或买地的银行取代第二银行:302。总统建议引发参议院激烈辩论。昔日与杰克逊街头打架的托马斯·本顿参议员如今坚定支持总统，发表演说谴责第二银行，呼吁重颁特许前先辩论。韦伯斯特发起动议以微弱优势否决本顿提议。《华盛顿环球报》不久宣布杰克逊将竞选连任。:303–304
财政部长路易斯·麦克莱恩属温和派且支持美国第二银行，暗中同比德尔合作。1831年末他提议重新颁发银行特许，修改特许条文解冻资金，把钱用于建设军队、偿还国债。银行出售政府股票就能部分实现最终目标。总检察长罗杰·B·托尼极力反对该行而且油盐不进，杰克逊对银行心存疑惑，但还是同意麦克莱恩公布财政部报告，实际上等于建议重颁特许。:337–340

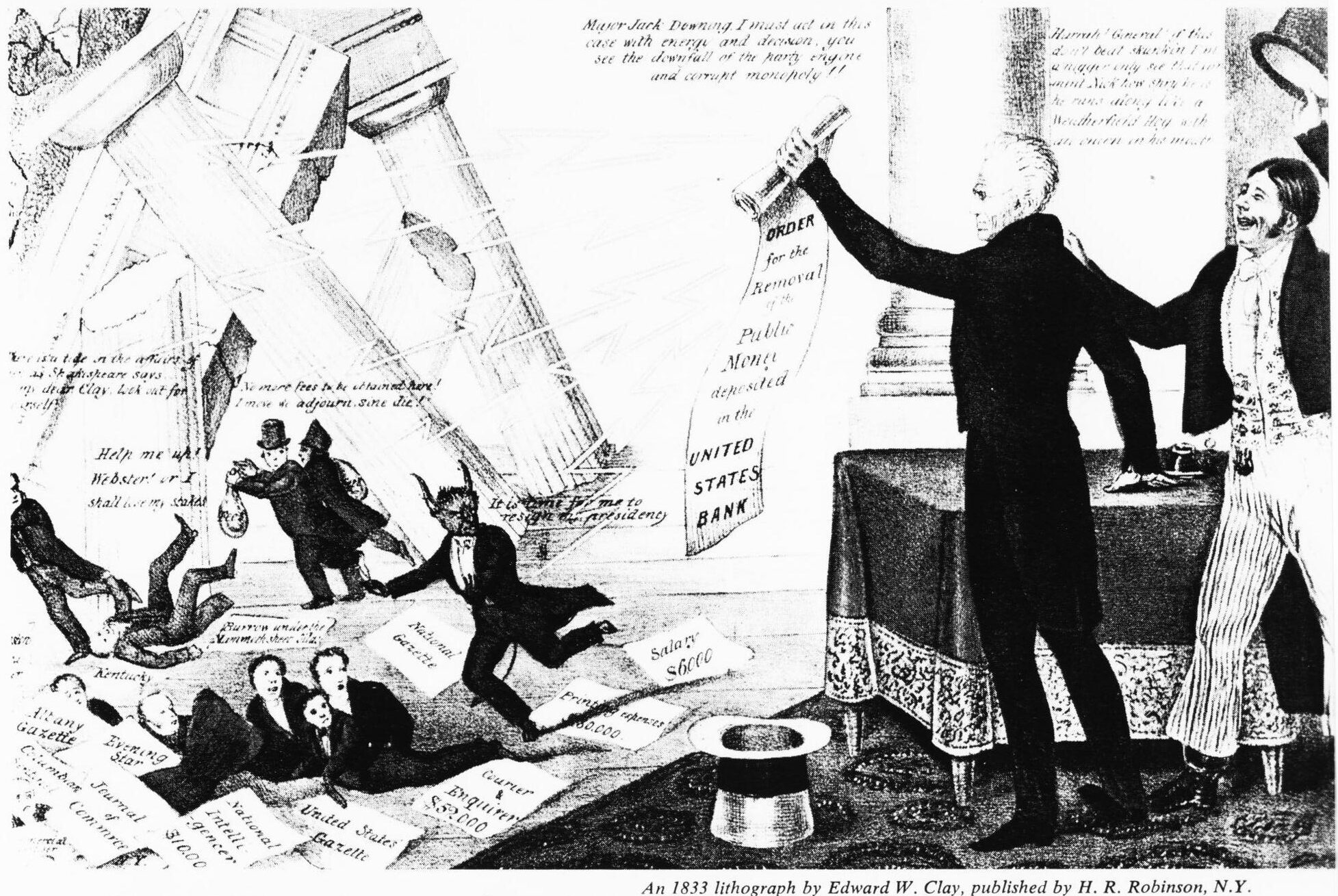
1833年民主党漫画，描绘杰克逊摧毁“魔鬼银行”

克莱希望在大选时提出银行问题，只要总统否决重颁特许的法案就指以越权。他和韦伯斯特敦促比德尔不要等待白宫妥协，马上申请重颁特许。:201麦克莱恩、威廉·刘易斯等温和派民主党人的建议相反，称杰克逊很可能否决重颁许可法案，呼吁比德尔耐心等待。1832年1月6日，比德尔向国会递交银行许可续约法案，其中不含任何前述改革条款。:343第二银行原有许可有效期20年，还有四年才到期。参议院同年6月11日通过比德尔的续约法案，众议院7月3日通过。:112杰克逊决心否决。麦克莱恩等众多温和派民主党人都对法案呈现的傲慢态度感到不可思议，支持总统否决。7月4日范布伦与杰克逊会晤，总统表示：“范布伦先生，这银行想杀我，我要先下手为强。”:363–366
7月10日杰克逊否决法案，否决说明主要由坦尼、肯德尔、杰克逊的外甥兼顾问安德鲁·杰克逊·唐纳森起草，谴责银行只维护富人，推动社会不平等:366–369。否决说明措辞强烈且极具争议，为美国总统声明史上罕见:369，史学家赞颂“杰出的政治宣言”:369–370。国家共和党马上把否决炒作成政治议题:112–113，总统政敌抨击否决措辞粗鄙、充满煽动，宣称杰克逊利用阶级斗争争取普遍民众支持:112。
经比德尔引导，第二银行向大选投入成千上万资金旨在打败杰克逊，此举正合否决说明中银行干涉政治的说法:376。杰克逊把否决描绘成保护普遍人对抗政府暴政的防线并赢得民众认可，事实证明克莱在激起民众共鸣、利用民主党强大政治网络方面根本不是杰克逊的对手。民主党报刊、游行、烧烤聚会、公众集会都令总统民望提升。:113杰克逊从田纳西州返回哥伦比亚特区途中多次公开露面，最后以压倒优势连任，拿下五成四普选票和219张选举人选，克莱赢得三成七普选票，选举人票仅49张。沃特只有八个百分点的普选票和七张选举人票，反共济会党最终退出历史舞台。:220杰克逊认为如此显著的胜利相当于民众授权他否决银行许可，支持他继续同控制国家经济的银行开战:63。

### 转移存款之争
美国第二银行的放贷职能已由美国地方和州银行代替，信贷和投机激增，杰克逊1833年打算取出该行联邦存款，引发极大争议。他任命麦克莱恩取代国务卿爱德华·利文斯顿，威廉·约翰·杜安继任财政部长:57–58; 171。同年九月，杜安因拒绝取出存款遭总统解职。杰克逊任命坦尼接手杜安的职务，表明他打算继续同银行斗争。坦尼上任后存款逐渐取出，存入对白宫政策态度友好的州银行，批评者称为“宠物银行”:500。比德尔囤积银行储备金、收紧信贷还以颜色，导致利率攀升、引发财政恐慌。此举意在迫使总统妥协，起初也的确对杰克逊构成很大压力。:103但总统应对自如，向诉苦的人介绍比德尔，称“钱都在他手上”:549–550。杰克逊的举措非常有效，比德尔弄巧成拙，反银行情绪增强。
1834年，反对杰克逊扩大行政权力的势力团结起来组建辉格党，把总统称为“安德鲁一世国王”，自比17世纪反抗英国君主制的英格兰同名政党:62。新党在参议院发起运动谴责杰克逊，实际上是克莱引领的政治策略，导致两人势同水火。杰克逊谴责克莱“鲁莽而且已被愤怒冲昏头脑，如同妓院醉鬼”:502。参议院3月28日以26票赞成、20票反对通过谴责动议，同时否决坦尼出任财政部长的提名:170–172。筹款委员会主席詹姆斯·诺克斯·波尔克4月4日率众议院宣告美国第二银行“不应该重颁许可”，存款“不应该放回”，投票结果同意联邦存款继续存入宠物银行，投票支持调查第二银行是否故意煽动恐慌的议员更多。杰克逊称众议院通过的决议堪称“光荣胜利”，基本注定第二银行退出历史。:165–167民主党人此后短暂遇挫。波尔克竞选议长取代安德鲁·史蒂文森之际，南方议员发现他和范布伦关系密切，最后民主党转投辉格党、反对杰克逊转移联邦存款政策的田纳西同胞约翰·贝尔当选:173–174。

### 偿还国债
联邦资金退出第二银行后国民经济蓬勃发展，联邦政府依靠税收和出售公共用地收入就能轻松自如地支付账单。1835年1月1日，杰克逊还清所有国债，在美国历史上可谓空前绝后。为达目标，杰克逊推动旨在减少资金不当使用的改革，否决在他看来太过奢侈的立法:218–219。同年12月波尔克在议长选举战胜贝尔:279。1837年1月6日杰克逊派取得参议院多数席位，昔日通过的谴责决议经支持者持续近三年努力终于撤消。颇具讽刺意味的是，撤消谴责运动是由本顿发起。
面对愈演愈烈的土地投机，杰克逊1836年以行政命令发布《铸币流通令》，规定购买政府土地只能用“铸币”（即金银币）付款。硬币需求激增，许多银行无法满足纸币兑硬币需求，进而引发1837年恐慌。范布伦的白宫网站传记指出：“美国经济大体在“繁荣－萧条”间循环，19世纪也不例外，杰克逊的措施不过促使经济硬着陆。他摧毁美国第二银行，等于取消部分州银行对通货膨胀的限制措施，银行信贷宽松令土地投机肆无忌惮地席卷西部。为中止投机，杰克逊在1836年发布《铸币流通令》。”

### 遇袭和遇刺

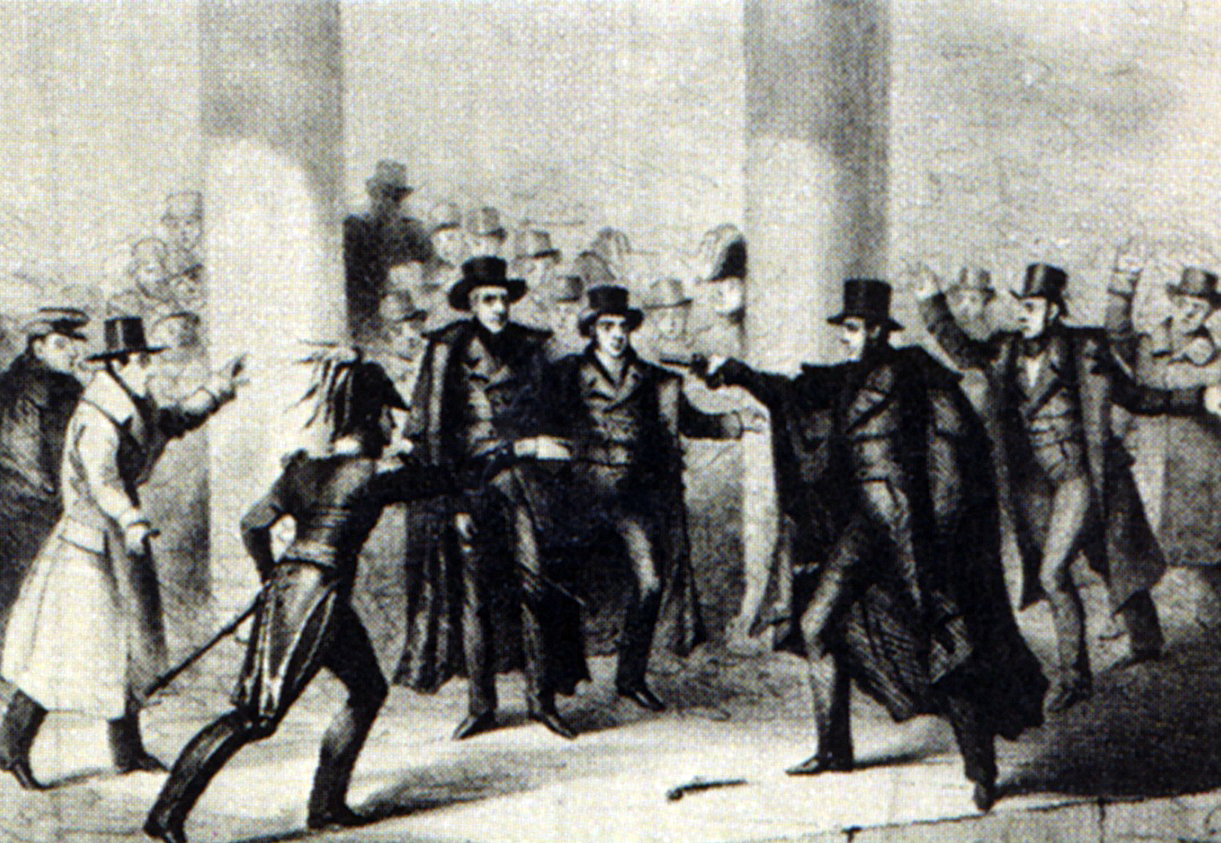
描绘理查德·劳伦斯企图刺杀杰克逊的蚀刻画

杰克逊是史上首位遇袭和遇刺的美国总统。他曾将侵吞公款的罗伯特·伦道夫逐出海军。1833年5月6日，总统乘“小天鹅号”前往弗吉尼亚州弗雷德里克斯堡，准备为华盛顿总统之母玛丽墓穴附近的纪念碑奠基。船在亚历山德里亚中途停留，伦道夫突然出现并殴打总统，在華盛頓·歐文等人追逐下逃离。杰克逊决定不起诉。
1835年1月30日，美國國會大廈旁发生史上首次美国总统遇刺案。杰克逊参加南卡罗来纳州联邦众议员沃伦·戴维斯的葬礼后从东门廊离开，英格兰失业房屋油漆工理查德·劳伦斯用手枪瞄向总统，但枪支哑火；他又拿出另一支手枪但同样哑火。史学家推测当时天气潮湿，导致两把枪都打不响。勃然大怒的杰克逊用手杖反击，旁边的大卫·克洛科特担心总统会把劳伦斯打死，上前分开两人并缴下劳伦斯的枪:113。
劳伦斯对行刺找出各种理由，怪杰克逊害他失业，声称总统一死“钱财就会滚滚而来”（意指杰克逊与美国第二银行的斗争），“除非总统倒下”，否则他永无出头之日。劳伦斯最后自称废黜英王理查三世（1485年逝世），杰克逊是他的书记员。:513法庭裁定他精神失常，送入哥伦比亚比亚特区的政府精神病院度过余生:229。
劳伦斯的枪随后经反复测试，每次表现都很完美。许多人相信这是天意，保佑年轻的美国同时还保护杰克逊，进而变成杰克逊派口口相传的神话。杰克逊一度怀疑政敌策划谋杀，但始终没有证实。:229–230

### 反奴隶制传单
1835年夏，倡导废奴的北方人士开始从邮局向南方发放反奴隶制传单:117。支持奴隶制的南方人要求邮局禁运“煽动素材”，还有人发起骚乱。杰克逊希望地区间维持和平，想在1836年大选前安抚南方人。:258–263他对废奴人士极其反感，无意对公开暴动行径手下留情，认为他们企图靠地区间财富不均激发矛盾，进而摧毁联邦:554。他支持邮政部长肯德尔提出的方案，南方邮局可自行决断发放或扣押反奴隶制传单:258–263。同年12月，杰克逊促请国会禁止“意在教嗦奴隶起义的煽动出版物”在南方流通:261。

### 远征科考队

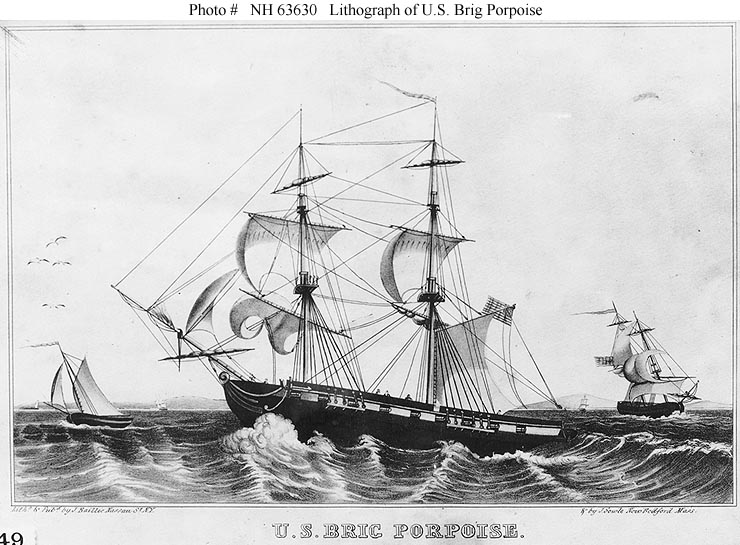
1835年铺设龙骨、1836年5月下水的鼠海豚号雙桅橫帆船，用于美国远征探险队

杰克逊在第一个总统任期反对联邦政府资助科学探索。上一次联邦政府出资的科学考察发生在1817至1823年，由斯蒂芬·哈里曼·朗带队在密西西比河以西展开。前任总统亚当斯想在1828年启动海洋科学探索，但国会不愿拨款，1829年杰克逊上台后搁置亚当斯的计划。连任后他希望像杰斐逊总统推动刘易斯与克拉克远征一样留名后世，决定赞助科学探索。1836年5月18日，杰克逊颁布法律建立并资助美国探险考察队，任命海军部长马伦·迪克森负责召集探险考察所需军官、科研人员并购买适当船只，计划在杰克逊卸任前出发。迪克森无法胜任，准备工作停滞不前，考察队直到1838年范布伦执政时才出发。1836年5月交付迪克森的鼠海豚号双桅横帆船在考察期间环游世界，探索南冰洋并绘制地图，确认南极洲存在。

### 1837年恐慌

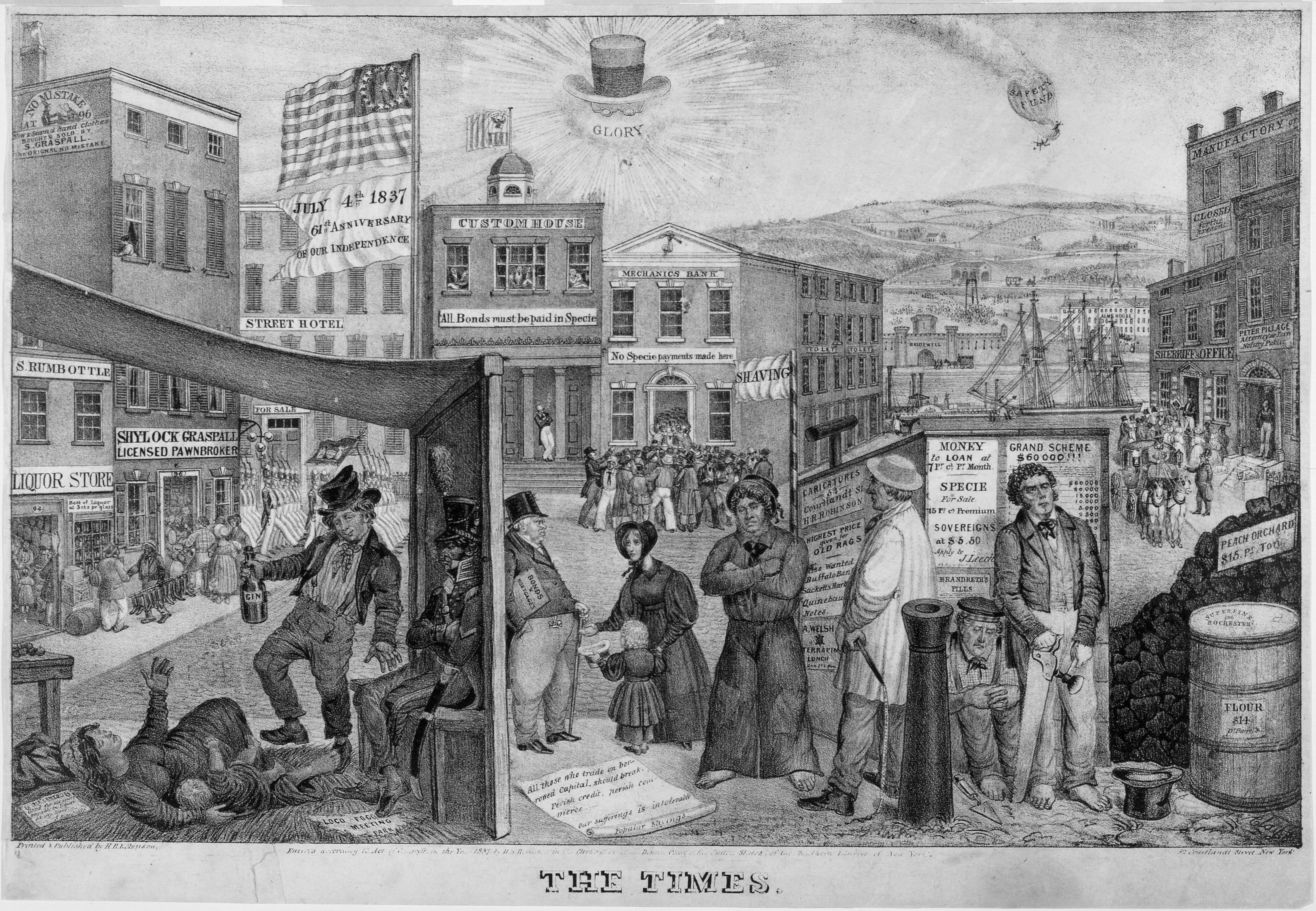
纽约报纸漫画指责空中以高帽和眼镜代表的安德鲁·约翰逊引发1837年恐慌

杰克逊否决第二银行特许续约法案、赢得银行战争后，对土地和铁路无止境的投机行径最终引发1837年恐慌。他1832年否决法案、1833年第二银行联邦资金转入州银行，导致西部银行放开贷款标准。1836年的《铸币流通令》和《存款与分配法》也是引起恐慌的重要因素，前者规定西部土地只能用黄金和白银保值的货币购买，后者将东部联邦资金转移到西部州立银行，反过来引发银行投机狂潮。《铸币流通令》旨在减少投机、稳定经济，许多投资人无法用真金白银支付贷款。同年英国经济下滑，对美投资停止。美国经济陷入萧条，银行破产，昔日一度还清的国债增多，大量企业倒闭，棉花价格下跌，失业率急剧上升。随之而来的萧条期持续四年，美国经济直到1841年才开始反弹。

### 司法任命
杰克逊共任命六名最高法院大法官，大多默默无闻。他原计划首先任命巴里，后者同意出任邮政部长后改为提名约翰·麦克莱恩:266。麦克莱恩后来转投辉格党，一直是该党选派总统候选人的考虑人选。杰克逊任命的第二和第三位大法官分别是亨利·鲍德温与詹姆斯·摩尔·韦恩，都在部分议题与总统意见相左，但即使杰克逊的政敌对他们也不看好。:2681835年1月杰克逊提名坦尼，感谢他多年贡献，但未获参议院批准:266。首席大法官马歇尔1835年去世，最高法院出现两个空缺席位，杰克逊提名坦尼继任首席大法官，菲利普·巴伯任大法官，经历选举换血的参议院全部确认:266–268。坦尼任首席大法官直到1864年去世，最高法院在他主持下维持马歇尔法院大量先例。他的法官生涯赢得普遍赞誉，但1857年裁决“斯科特诉桑福德案”的重大失误很大程度上抹杀大部分成就。杰克逊卸任前一天提名约翰·卡特伦，后获参议院确认。

### 新州加入联邦
杰克逊执政期间联邦新增两个州，分别是1836年6月15日加入的阿肯色州，1837年1月26日加入的密歇根州。两个州都令民主党在国会势力进一步增强，助力范布伦1836年赢得总统宝座。美国历史上新加入的州一向支持为此贡献最大的政党。:375–376

## 晚年、谢世（1837至1845年）
杰克逊1837年离开白宫后回到养子小安德鲁管理的隐士之家，接手后马上开始整顿种植园。他的身材状况不佳，但在全国和州政坛仍然极具影响。:121他坚决拥护联邦统一，不接受任何分裂主张，坚称“与联邦共存亡”。卸任后他的民望一度因1837年恐慌受损，但继续谴责银行“背信弃义和背叛”，敦促接掌白宫的范布伦正式否决《铸币流通令》:121。
为应对经济恐慌，杰克逊支持独立国库制，以硬通货持有政府资金，以期限制紙幣印发，防止进一步通货膨胀。民主党保守派与辉格党结盟反对法案，直到1840年才通过。延误期间政府对经济萧条没有补救措施，范布伦的民意支持损失殆尽。1840年大选之际辉格党团结一致，提名民望高涨的战争英雄威廉·亨利·哈里森与前杰克逊派约翰·泰勒，从多方面模仿此前民主党推举杰克逊的竞选手段。他们把范布伦描绘成不顾平民死活的贵州族，颂扬哈里森的军旅生涯，强调他是平民代表。杰克逊在田纳西州竭力为范布伦奔走，:462–470他希望1840年民主党全国大会推举波尔克竞选副总统，而非颇具争议的在任副总统理查德·门特·约翰逊。民主党最后没有提名副总统候选人，把选择权交给各州选举人。:463–464
哈里森赢得大选，辉格党拿下国会两院多数。杰克逊致信范布伦：“美国民主遭遇可耻的惨败，但我相信没有征服。”:470哈里森上任仅一个月便病逝，泰勒继任令杰克逊喜出望外，在他看来泰勒非常独立，不会屈从于党派路线:472–473。泰勒不久便否决两项辉格党提出创办国家银行的法案，辉格党怒不可遏，杰克逊与民主党备感欣慰:475–476。泰勒第二次否决法案之际，全体内阁只有国务卿韦伯斯特没辞职。
杰克逊极力主张兼并德克萨斯，实现任上未竟的目标。他担心兼并会激起反奴隶制情绪，但更怕英国人以德克萨斯为基地威胁全美。:161–163他坚持认为美国在路易斯安那购地买下的地盘就包括德克萨斯，兼并理所应当:492。应密西西比州联邦参议员罗伯特·J·沃克之邀，杰克逊代表同样支持兼并的泰勒政府多次致信德克萨斯总统山姆·休士頓，敦促他等待参议院批准，阐述加入美国对德克萨斯的好处:493。1844年大选前，杰克逊支持范布伦与波尔克分别竞选总统和副总统。泰勒1844年4月12日签署兼并条约并递交参议院，国务卿卡尔霍恩致信英国大使理查德·帕克纳姆详述兼并和奴隶制的关系，信件公开后北方爆发反兼并运动，参议院拒绝批准条约。范布伦决定反对兼并，此举导致南方本来可能支持他的民意反弹。:496–500辉格党总统候选人克莱同样反对兼并，杰克逊深知民主党必须提名支持兼并的人选，争取南方支持。他郑重警告，计划一旦失败，德克萨斯无法加入联邦，很可能沦为英国支持墨西哥入侵的牺牲品。
杰克逊在书房与波尔克、罗伯特·阿姆斯特朗、安德鲁·杰克逊·唐纳森会晤，随后手指波尔克，称对方来自西南部而且支持兼并，是理想的民主党总统候选人。大吃一惊的波尔克认为计划绝不可能成功，但同意继续实施。:501范布伦无法在1844年民主党全国大会取得提名所需三分之二多数代表支持，波尔克最终脱颖而出，喬治·M·達拉斯是副总统候选人。泰勒接受杰克逊建议放弃竞选连任，但要求与盟友一起重新加入民主党，杰克逊同意并指示布莱尔别再把批判矛头对准泰勒。:502–505波尔克在大选战胜克莱:161–163，国会1845年2月通过兼并法案，即将离任的泰勒3月1日签字:510–511。
年势已高的杰克逊病痛缠身，不堪重负。1845年6月8日亲友齐聚病榻前，听到他们的啜泣声后杰克逊吓了一跳：“干嘛呢亲爱的孩子们？吓着你们了？喔，别哭。做个好孩子，我们都会在天国团聚。”:345身患慢性水肿和心臟衰竭的杰克逊很快去世，享年78岁:345。《布恩利克时报》写道：“从椅子上起身上床时晕倒……随后他又醒来……杰克逊将军8号周日下午六点在隐士之家去世……信使来临之际，那位老军人、爱国者、基督徒正在等待。他走了，但记忆长存”。杰克逊的遗嘱列出送给朋友和部分家人的物品，其他财产全归小安德鲁·杰克逊:483–484。

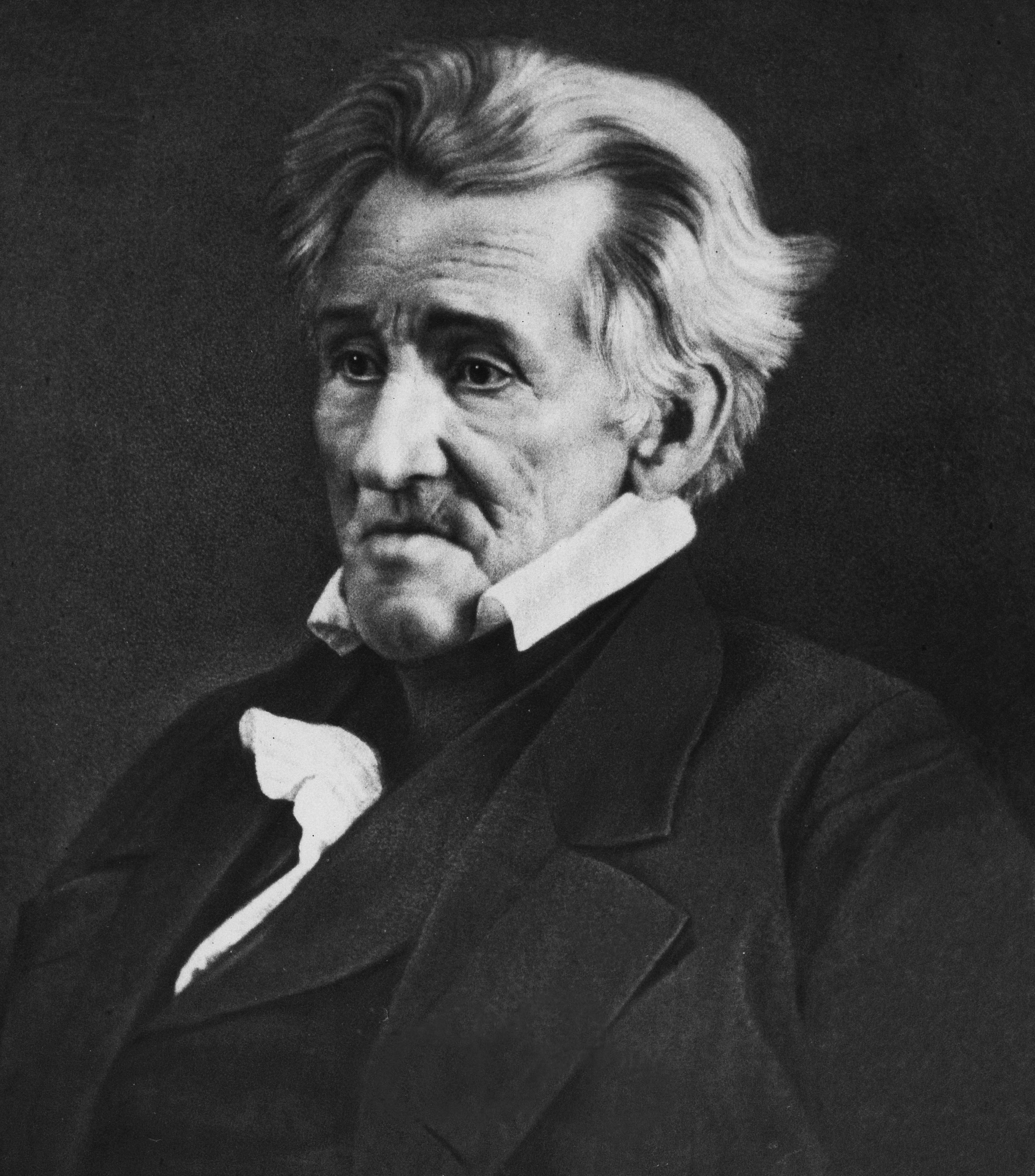
1845年4月15日根据马修·布雷迪拍摄银版照片创作的凹版画

## 私生活

### 家庭
杰克逊有四个养子，西奥多是印第安人，但收养一年便逝世:198；小安德鲁是妻舅塞文之子；林科亚和查理是克里克族出身，其中前者是在塔鲁沙奇之战后收养的孤儿，但在1828年7月1日死于肺结核，年仅16岁:194。
杰克逊夫妇还是另外八个孩子的监护人。瑞秋的哥哥塞缪尔1804年去世，留下约翰·塞缪尔·唐纳森、丹尼尔·史密斯·唐纳森、安德鲁·杰克逊·唐纳森三子；瑞秋的外甥安德鲁·杰克逊·哈钦斯沦为孤儿后由杰克逊夫妇抚养；家族友人爱德华·巴特勒去世后流下孤儿卡罗琳·巴特勒、依莱莎·巴特勒、爱德华·巴特勒、安东尼·巴特勒。
杰克逊入主白宫时夫人已经过世，他邀请瑞秋的侄女艾米莉·唐尔森担当白宫女主人。艾米莉的丈夫安德鲁·杰克逊·唐纳森曾是杰克逊总统私人秘书，还是1856年美国人党副总统候选人。衬裙事件导致总统和艾米莉关系紧张，两人形同陌路一年多，和解后她继续承担白宫女主人职责。1834年，小安德鲁·杰克逊的夫人莎拉·约克开始与艾米莉共同承担白宫女主人职责，至今仍是美国唯一一次两人同时代理第一夫人。1836年艾米莉死于肺结核，莎拉全权接手。:109; 315

### 脾气

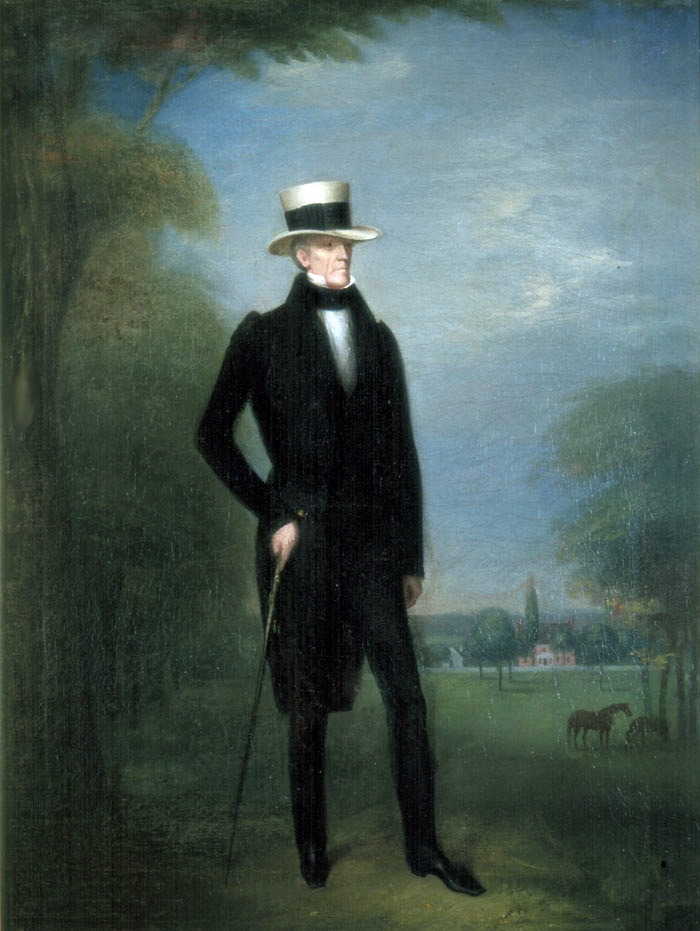
1831年左右的杰克逊画像《田纳西绅士》，隱士之家收藏

杰克逊因脾气火爆臭名远扬，传记作家亨利·威廉·布兰兹称对手都对他的脾气感到害怕：“他在别人眼中就像火山，只有最大胆和鲁莽的人才敢任由好奇心支配看着它爆发……密友都听过他那令人毛骨悚然的誓言，召唤天神向异端发泄怒火，随后是他誓要绞死或毁灭恶人。鉴于他在决斗、斗殴、兵变审判、简易听证时的所作所为，闻者最好把他的誓言当真。”:297
杰克逊离开白宫前一天自承还对两件事没有完成深感遗憾，一是枪杀克莱，二是绞死卡尔霍恩。他临终前再度表示对没因叛国罪绞死卡尔霍恩感到遗憾：“祖国会支持我的作为，他的命运向此后所有叛徒示警”:447。雷米尼认为杰克逊发脾气大多是有意为之，利用脾气和他人的恐惧实现目标:7。

### 形象
杰克逊身材瘦削，一米八五身高平均只有59到64公斤体重。他的红发很乱，61岁当上总统时已经全部转灰。眼睛呈深蓝色，目光敏锐。杰克逊在历任总统中身体情况较差，患有慢性头痛、腹痛，经常干咳，大部分病痛源自肺部一直没有取出的火枪子弹，经常导致出血，有时令他全身发抖。:1–3

### 宗教信仰
杰克逊1838年正式加入纳什维尔第一长老会教堂:160，他的母亲和夫人一生虔诚信奉长老会，杰克逊推迟正式入会时间，避免仅为政治目的入会的指控:444。

### 共济会

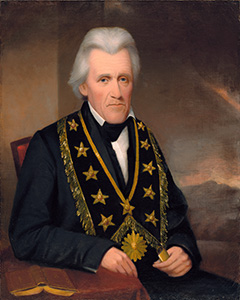
1822年共济会田纳西总会所会长安德鲁·杰克逊

杰克逊是共济会成员，原属田纳西第一和谐分会，1822和1823年当选田纳西总会所会长，后在1832年大选面对反共济会党。下一位当上共济会州级总会所会长的美国总统是哈里·S·杜鲁门（1945年）。杰克逊的共济会围裙如今在田纳西州博物馆展出，他的陵墓位于隐士之家，旁有方尘碑和青铜共济会牌匾。

## 影响

### 历史评价
杰克逊一直是美国历史上极具争议的热门研究人选。史学家查尔斯·格里尔·塞勒斯表示：“安德鲁·杰克逊单凭专横为人就足以成为美国舞台极具争议的人物”。学界对杰克逊的评价从未达成普遍共识，“对手一直是死敌，朋友个个崇拜他。”他一直是激进的党棍，朋友和敌人都很多。他既有普遍人捍卫者美誉，又因对印第安人的所作所为及其他因素遭受批判。詹姆斯·帕顿率先为已故总统立传，他如此总结传主矛盾重重的生平：
按我的理解，安德鲁·杰克逊既是爱国者又是叛徒。他是伟大的将领，又对战争艺术一无所知。他写作时才华横溢、行文优雅、口才高妙，但又无法写出完整的语句和四音节单词。他是一流政治家，却从未设计或制订政策。他坦率至极，又能把一切掩饰得最深。他无比遵纪守法，又公然反抗法律。他严格遵守纪律，但违抗上级时又毫不犹豫。他是民主的独裁者、温文尔雅的野蛮人、凶恶的圣人。:vii
托克维尔是杰克逊的同代人，他在1835年著作《论美国的民主》批评杰克逊讨好当时的主流观念，如不信任联邦权力，有时还以武力或蔑视制度和法律来强行推动观点：
（杰克逊）总统非但不想扩大联邦权力，他所在党派还希望严格按宪法条文限制权力，从不在对联邦政府有利的角度解读宪法。杰克逊将军非但不维护中央集权，而且堪称各州妒恨中央权力的代言人，他因积极反对中央政府获得崇高地位，靠满足这些意志保持地位与声望。杰克逊将军是多数派的奴隶，屈从于多数人的愿望、倾向、要求，更确切地说，他准确预测这些愿望、倾向、要求并率先行动……
杰克逊将军为多数人的支持卑躬屈膝，一旦自认人气稳定就推翻一切障碍追求社会认可或不会妒恨的目标。凭借过去总统从未拥有的巨大权力，他把任何胆敢拦路的敌人踩在脚下，手段前所未有。他敢于承担责任，推行前人不敢尝试的措施。他甚至对国民代表不屑一顾，形近侮辱，否决国会法律甚至经常不屑回应那强大的机构。他是人民的宠儿，有时对待主人都很粗暴。——亞歷西斯·托克維爾，《论美国的民主》，1835年第一卷，第十八章

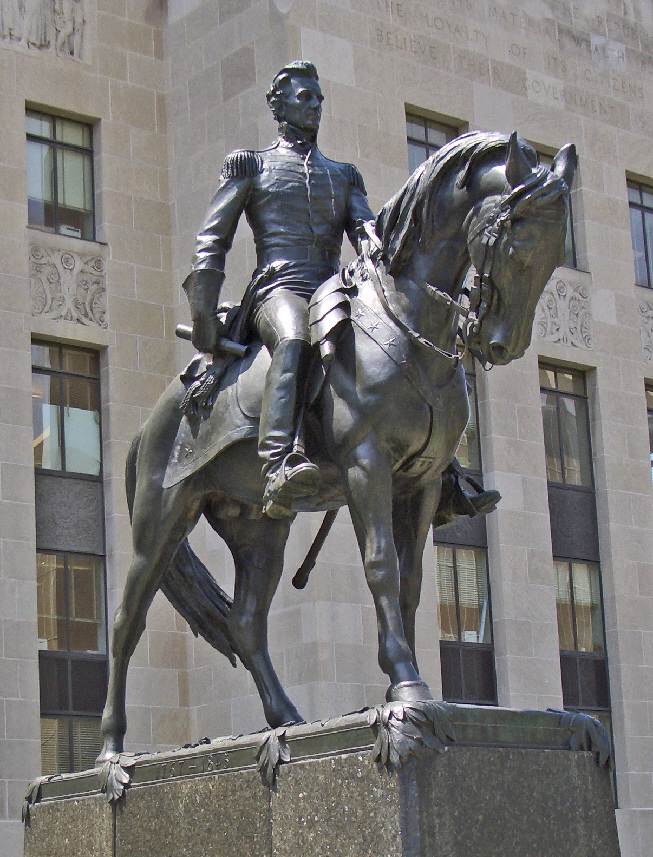
密苏里州堪萨斯城杰克逊县法院广场杰克逊骑马塑像，哈里·S·杜鲁门任法官时出资新建

20世纪诞生许多高度评价杰克逊的传记：小亞瑟·史列辛格1945年出版《杰克逊时代》把他描绘成对抗不平等和上流社会暴政的人民代言人:3。雷米尼20世纪70至80年代出版三卷杰克逊传记和一卷简略研究文献，书中对杰克逊基本持认可态度。在他看来，杰克逊民主“在保持可行的前提下达到民主理念极限，激发19和20世纪美国历史许多充满活力的事务——人民党、进步时代、罗斯福新政、公平施政、新边疆、偉大社會”:307杰克逊是“新美国人化身......不再是英国人，不再头戴假发身着绸裤。他穿裤子，说话不再带英国口音。”理查德·霍夫施塔特、布雷·哈蒙德等20世纪作家笔下的杰克逊倡导“自由放任”资本主义，压迫穷人令富人获利:3。
杰克逊处理美洲原住民与欧裔移民冲突的措施颇具争议，史学家从约1970年开始就此展开批判。霍华德·津恩称他“美国历史早期印第安人最好斗的敌人”。1969年弗朗西斯·保罗·普鲁查的著作观点截然不同，认为当时双方敌对情绪极强，如果杰克逊没把印第安人迁走，文明五部落很可能不复存在。雷米尼看法类似，认为如果没有杰克逊的政策，东南部原住民部落可能会像雅玛西人、莫希干人、纳拉干西特人那样被完全消灭:574。
杰克逊长期以来与托马斯·杰斐逊一样备受尊敬，民主党尊两人为党派创始人，每年州级党组织举办杰斐逊－杰克逊筹款晚宴以示纪念。不过两人都是奴隶主，再加上杰克逊的印第安人迁移政策影响，许多州级党组织为晚宴更名。
据布兰兹记载，杰克逊对待印第安人和非裔美国人的态度在20世纪60年代再度引起关注，导致名望受损，特别是涉及印第安人的争议，令他在公众心目中的许多成就黯然失色。布兰兹指出，杰克逊在世时常有“第二个乔治·华盛顿”美誉，与为自由而战的开国总统相比，杰克逊在新奥尔良证明美国已经独立并跻身大国行列。白驹过隙，革命战争在公众记忆里的形象依旧鲜明、影响重大，但对新奥尔良之战乃至1812年战争的印象急剧消退。美国成为军事强国之后，后人就会自然而然地认为美国命中注定要成为大国。
美国民意调查的历任总统排名大多把杰克逊排在靠前，但整体呈下降趋势。2009年C-SPAN民调把他排在第13，2017年第18，2021年第22。

### 纸币与邮票

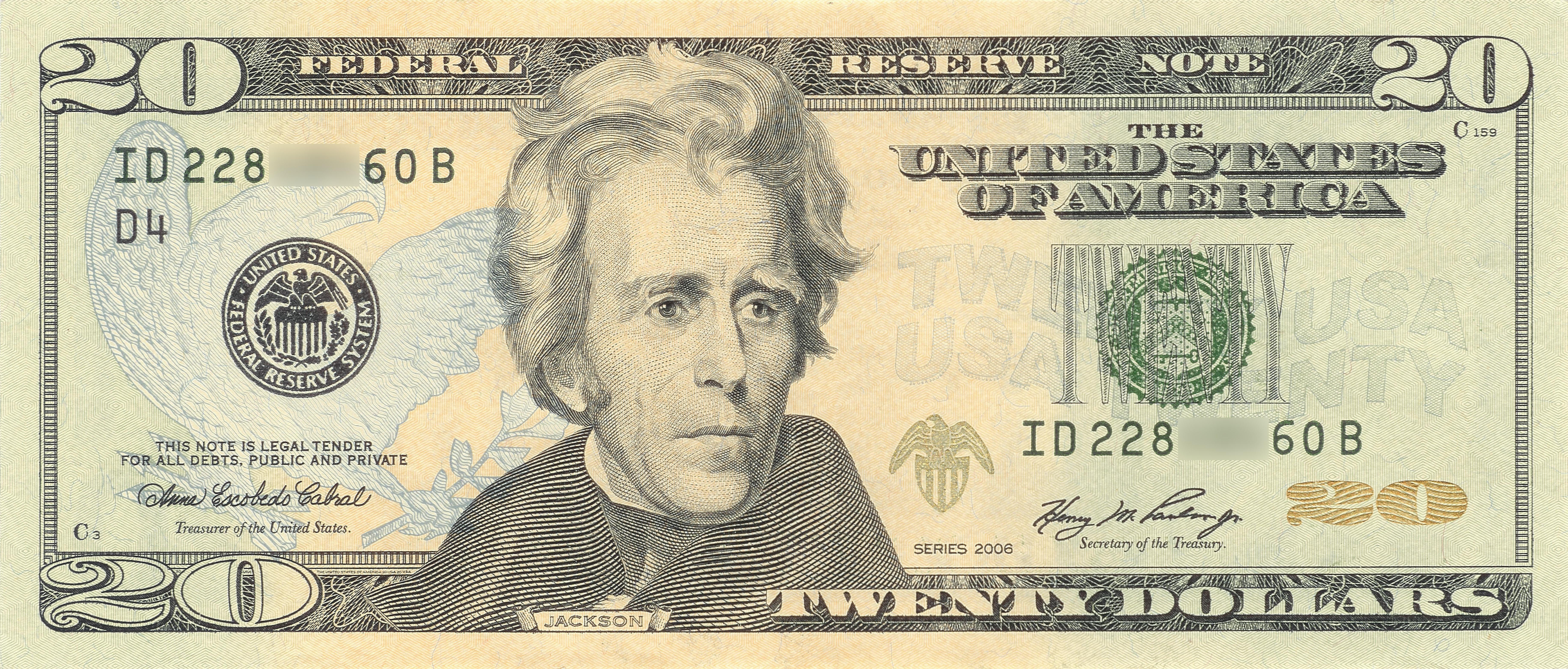
20美元纸币正面杰克逊像

早在1869年，杰克逊的头像就曾印上美国纸币，至今仍在流通。五美元、十美元、20美元，一万美元纸币都曾采用他的头像，最新版是1928年开始印刷的20美元聯邦儲備券。2016年，财政部长杰克·卢宣布计划在2020年结束前用哈莉特·塔布曼肖像取代20美元正面杰克逊像，同时背面改用杰克逊像，但最终需下任财政部长决定。
许多美国邮票采用杰克逊肖像，首先是1863年两美分邮票，收藏爱好者通常称为“黑杰克”，意指上面杰克逊的脸印成黑色。南北战争期间，邦联政府同样在1863年发行一红一绿两种带杰克逊肖像的两美分邮票。

### 纪念

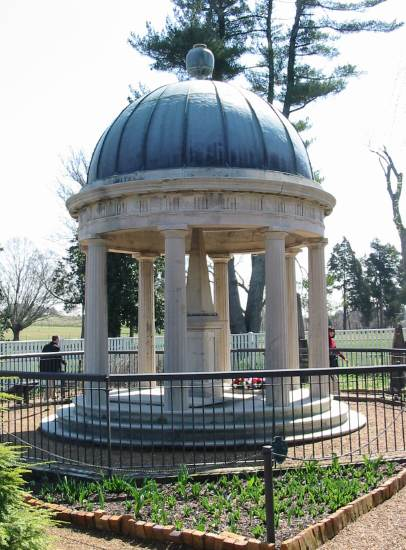
位于隐士之家的安德鲁与瑞秋·傑克遜夫妇之墓

美国许多县和城镇以杰克逊命名，佛罗里达州和北卡罗来纳州都有名叫杰克逊维尔的城市；路易斯安那州、密歇根州、密西西比州、密苏里州、田纳西州都有杰克逊市；爱荷华州还有安德鲁市。佛罗里达州、伊利诺伊州、爱荷华州、密歇根州、密西西比州、密苏里州、俄亥俄州、俄勒冈州都有杰克逊县。路易斯安那州另有杰克逊堂区。
雕塑家克拉克·米尔斯制造四座一模一样的杰克逊骑马塑像，分别位于哥伦比亚特区拉法耶特广场、新奥尔良杰克逊广场、纳什维尔田纳西州议会大厦、佛罗里达州杰克逊维尔。北卡罗来纳州罗利的州议会大厦也有杰克逊骑马塑像，附文声称他是“北卡罗来纳送给国家的总统”，如此说法显然引起争议。波尔克与安德鲁·约翰逊就在一旁，都是生于北卡罗来纳州的美国总统。佛罗里达州彭萨科拉的费尔南多七世广场立有杰克逊半身像，他曾于1821年出任佛羅里達領地首任总督。利奥波德·肖尔茨与贝尔·金尼·肖尔茨夫妇1928年在美国国会大厦完成杰克逊青铜像，现属国家雕塑展览馆藏品。

### 流行文化
欧文·斯通1951年历史小说《总统夫人》以杰克逊夫妇为主题，讲述两人共度的人生直到瑞秋去世。小说后改编成1953年同名电影，查尔顿·赫斯顿和蘇珊·海華分饰男女主角。
许多历史剧和电视节目以杰克逊为配角。賴尼爾·巴利摩在瓊·克勞馥主演的1936年玛格丽特·奥尼尔·伊顿传记片《豪华的荡妇》出演杰克逊，但剧情纯属虚构。1938年电影《大海贼》取材新奥尔良之战，休·萨森诠释杰克逊；1958年该片重拍，杰克逊仍由萨森出演。布莱恩·唐莱维在派拉蒙影業1942年电影《了不起的安德鲁》饰演杰克逊；華特·迪士尼1955年迷你剧《大卫·克洛科特传》请巴兹尔·勒伊斯达尔出演杰克逊。韦斯利·阿迪在1976年公共广播电视公司迷你剧《亚当斯编年史》诠释杰克逊。
杰克逊是2008年历史摇滚音乐喜剧《血腥安德鲁·约翰逊》的主角，词曲由迈克尔·弗里德曼创作，艾利克斯·蒂姆伯斯订制。
吉米·德里福特伍德1959年创作的歌曲《新奥尔良之战》提到杰克逊，约翰尼·霍顿同年录制歌曲。

## 扩展阅读
- Jackson, Andrew. Bassett, John Spencer; Jameson, J. Franklin , 编.  5. Washington, D.C.: Carnegie Institute of Washington. 1926–1935. OCLC 970877018.（共七卷）
- Jackson, Andrew. Smith, Sam B.; Owlsey, Harriet Chappell; Feller, Dan; Moser, Harold D. , 编. . Knoxville, TN: University of Tennessee Press. 1926–1935  [2022-02-02]. OCLC 5029597. （原始内容存档于2022-01-16）.（1980年至今共九卷）
- Richardson, James D. (编). . Washington, D.C.: Bureau of National Literature and Art. 1897  [2022-02-02]. OCLC 980191506.
- Ward, John William. . New York: Oxford University Press. 1955  [2022-02-02]. （原始内容存档于2022-02-21）.